# わんだふるぷりきゅあ!
『わんだふるぷりきゅあ！』（WonderfulPrecure!）は、2024年2月4日から2025年1月26日まで朝日放送テレビの制作により、テレビ朝日系列で毎週日曜8時30分から9時に放送された、東映アニメーション制作のテレビアニメ。「プリキュアシリーズ」の通算21作目にして、19代目のプリキュアに当たる。
略称は「わんぷり」。キャッチコピーは「みんな なかよし！わんだふる〜！」。

## 概要
本作品では「動物」を全体のモチーフとし、「動物との絆」「動物も人も、みんな友達になれる！」をテーマに据え、動物と人が仲良く暮らす街・アニマルタウンを舞台に、犬と飼い主、猫と飼い主など動物と人の間に紡がれる深い絆、種族を超えた交流を描く。タイトル表記はシリーズ初となる「プリキュア」も含めた平仮名表記となり、タイトルロゴには肉球などがデザインされている。
物語の意図について、ABCアニメーションプロデューサーの多田香奈子は「何より大事なのは、気持ちを押し付けず、理解し合うことです。今回は動物と人間のお話ですが、それは人間同士でも同じこと」、東映アニメーションプロデューサーの髙橋麻樹は「プリキュアの歴史の中で描かれ、繋いできた想いの力は、姿形が違っていても、たとえ言葉が通じ合わなくても、思いやる心があれば、確かに心に伝わる。そんな『プリキュア』らしい姿を、動物との絆を通して丁寧に描いてまいります」とそれぞれ語っている。
今回の主人公である犬飼こむぎ（キュアワンダフル）は、シリーズとしては初めて犬という純粋な動物がプリキュアに変身するという新たな要素を盛り込んでいる。犬がプリキュアになるという発想について、東映アニメーションエグゼクティブプロデューサーの鷲尾天は、古典落語の『元犬』が元ネタであると明かしており、その上で「犬がプリキュアになったらどうなるか」「自分の家のペットが一緒にプリキュアになれたらどんなに嬉しいだろうか」といった考えから来ていると話している。髙橋によれば、企画当初は飼い主側を主人公にする案もあったが、「本当に動物との交流を描くのなら、犬自身の思いを人間の想像だけだとしても見せていくのも大事だろう」という意見が出た事を受け、犬を主人公とする現在の形となった。また、飼い主である犬飼いろは（キュアフレンディ）を演じる種﨑敦美は前年2023年9月公開の『映画 プリキュアオールスターズF』でプーカ（キュアプーカ）を演じており、映画でゲストプリキュアを演じてから間もないうちにテレビシリーズのレギュラープリキュアを演じるという異例の形となった。
本作品においてはプリキュアの恒例であった肉弾戦は基本的に行われていない。これに関して髙橋は「動物を助けるお話なので、追われている動物を傷つけてはいけないという観点から、チェイスアクション的な描写、つまり敵を追いかけて暴走を止めようとする描き方を意識しています。ガルガルした心を落ち着かせてあげるように、敵を攻撃するのではなく、抱きしめて浄化する、元に戻してあげるという描写を採用しています」と語っている。また、玩具展開においては、一部のプリキュア変身者の動物態が、過去作ではパートナーとなる妖精がこれまで担ってきたマスコットキャラクター的立場としても扱われるのも特徴となっている。
これまでのシリーズ作品と同様、本作品でも文字多重放送やデータ放送を実施している。データ放送では表示された地図から隠れているキラリンアニマルを探し、見つけたらプレゼントに応募できるゲームが遊べるほか、オーバーレイ表示機能による「リモコン操作による時刻表示」は、前作に引き続き通常表示と非表示、プリキュア仕様としてこむぎとユキが登場する骨の形をした時計が選べた。また、視聴者参加企画として、視聴者の家庭で飼っている動物の写真を募集し紹介するコーナー「あなたのおうちの わんだふる♥」も行われた。
また、同じくテレビ朝日系列で放送されているテレビアニメ『クレヨンしんちゃん』との本格的なコラボレーションが行われ、こむぎといろはが2024年5月18日放送の『クレヨンしんちゃん』第1233話にゲスト出演し、その翌日（2024年5月19日）に放送された本作品の第16話に同作品の野原しんのすけとシロがゲスト出演した（後述）。
2024年6月2日放送の第18話で、過去シリーズで行われたセレクション放送を含めたプリキュアシリーズの通算放送回数が1000回を達成、後述のコラボレーション企画が行われた。また、当日は冒頭で記念の特別映像が放送されたほか、エンドカードには初期のプリキュアシリーズのキャラクターデザインを担当した稲上晃による1000回放送記念のイラストが採用されている。同年9月8日放送の第32話では正式に通算放送話数が1000話を達成、また劇場版の公開に合わせて『ひろがるスカイ!プリキュア』『魔法つかいプリキュア!』のキャラクター達が本編内にゲスト出演した。

## ストーリー
舞台は人間と動物が仲良く暮らす町・アニマルタウン。主人公の犬飼こむぎはフレンドリィ動物病院&サロンで飼われているメスのパピヨン犬である。こむぎは私立湾岸第二中学校に通う少女・犬飼いろはのことが大好きであるが、人間ではない故に彼女といつも一緒にいられないことに寂しさを感じていた。
ある日こむぎといろはは海浜公園へと散歩に出かけ、そこで光を放つ丸い石を見つける。そこに謎の黒い怪物が「ガルガルー！」と叫びながら突如現れ周囲が騒然となる。逃げ遅れた少年と犬を助けるために自ら囮になったいろはであるが、その怪物に追いつかれ万事休す。恐怖で足が震えるこむぎであったが、いろはを助けるため意を決して怪物の前に飛び出す。その時だった、先程見つけた石がワンダフルパクトに生成されこむぎは人間へ変態する。そのままキュアワンダフルと名乗るプリキュアに変身し怪物と対峙するが、その怪物の苦しみを察知し優しく抱擁すると浄化され小さな羊に似た姿に戻っていく。戦闘後こむぎは人間になれたことに感激する一方、いろはは摩訶不思議な状況に驚愕の声をあげる。しかしいろははこむぎと会話できることに驚きが払拭され、彼女とともに歓喜する。その後、こむぎは怪物を叫び声からガルガルと名付ける。
こむぎが助けた羊に似た生物は執事のメエメエと名乗り、2人に「自分はニコガーデンと呼ばれる異世界出身で、自分以外にもガルガルにされたニコアニマルたちがいる」と伝える。メエメエはこむぎに救助を依頼するが、彼女は「いろはと一緒じゃなきゃイヤ！」と主張し躊躇う。2人のやり取りを聞いたいろはは両親に事情を話したいとメエメエに相談するが、彼は「プリキュアやニコガーデンの存在は秘密」と口止めを命じる。家に帰宅したいろはは人間になったこむぎを両親にどう説明するか悩んでいたが、見るとこむぎは犬に戻っていた。翌朝、こむぎは犬でも人間の言葉を話せるようになる。再びガルガルが現れ、こむぎはワンダフルへ変身し対峙する。孤軍奮闘する彼女を見たいろはは「こむぎと一緒に戦いたい！」と願った瞬間、どこからともなく鏡石の破片が現れワンダフルパクトに変化する。いろははそれを使い2人目のプリキュア・キュアフレンディに覚醒する。そして、ワンダフルに加勢してガルガルを抱擁しニコアニマルへと戻す。戦闘後2人はお互いプリキュアになれたことを歓喜し、メエメエにニコガーデンの住民たちを助けると誓う。その後2人はキラニコトランクでニコガーデンへ赴き、メエメエから「ここはニコさまが造られた動物たちの楽園」と説明を受ける。
アニマルタウンへ戻った2人は同じ中学校の同級生・兎山悟に会い、彼から街の異変について問われる。隠し事が苦手ないろははあたふたしながら何とかごまかすが、悟は「何かを隠している」と疑念する。その後、彼がガルガルに襲われているのを見た2人は「ほっとけない！」と決心しプリキュアに変身して正体を明かす。今までと違うガルガルに苦戦する2人であるが、悟のアドバイスで見事浄化する。そこに現れたのは額に宝石があるウサギで、2人はメエメエに報告すべくニコガーデンへ向かう。彼によるとウサギはキラリンアニマルで「ニコアニマルの特別な存在」と説明を受ける。そこに悟も同行しており、彼を見たメエメエは憤りを覚え激昂する。しかし、悟の決意を耳にしたメエメエは信頼できる人物と確信しニコガーデンの救済を依頼する。彼もそれを快諾し、こむぎ・いろはとともにガルガルからニコガーデンを取り戻すことを誓う。その後こむぎといろははお気に入りのリードから生成されたフレンドリータクトが原因で喧嘩となり軋轢が生じてしまうが、お互い本音をぶつけ和解し一層強い絆が結ばれる。そこで2人は友情の証としてチーム「わんだふるぷりきゅあ」を結成した。
アニマルタウンにコスメショップ・Pretty Holicが開店し、2人は一番乗りする。そこで猫屋敷まゆという少女に出会い、最近引っ越してきたことと湾岸第二中へ転入することを知る。いろははまゆが時おり不安げな顔することが気になり、引っ越しのお祝いとしてお散歩バッグをあげ彼女との親睦を深める。学校も新学期を迎えいろはは悟と同じクラスになり、そこにまゆも転入する。まゆは人見知りで恥ずかしがり屋な性格で友達ができるか不安に感じており、自己紹介のときも緊張していた。結果的に自己紹介は失敗しかけるも、いろはの助け舟が入ったことにより、愛猫・猫屋敷ユキについて熱弁することで無事乗り切った。一方でこむぎも学校へ行くことを羨望していたが、奇跡を起こすと言われるニコダイヤの力でいろはたちのクラスに編入する。
こむぎとまゆが学校にも慣れた頃、見晴山へガルガルの調査に行ったいろはたちが気になるまゆの元に謎の美少女が現れる。まゆは美少女から「これ以上関わらないで」と謎の言葉を言われ困惑する。一方で、見晴山で暴れていたガルガルの正体であったキラリンベアーから3人目のプリキュアの存在が明かされる。同時にユキがまゆの元から時々姿を消すようになり、まゆは心配になる。その後まゆはフクロウのガルガルに襲われるが謎のプリキュアに助けられ、その言動から先日会った美少女と同一人物である事に勘づく。謎のプリキュアはワンダフルたちの前にも姿を見せキュアニャミーと名乗る。一方でまゆは犬飼宅へ泊まった際こむぎが犬のままで喋り、そして彼女が人間へ変態したのを見て混乱し、その後こむぎといろはがプリキュアに変身しニワトリのガルガルと戦うのを目撃し驚愕する。しかし駆けつけた悟からの説明を聞いて事情を酌んで納得し、戦闘後2人に助力することを誓い協力者となる。
まゆの加入に歓喜するいろはだったが、こむぎが人間態で母・陽子と会話したことで事態が急変する。何とかバレぬよう暗躍してきたが、こむぎとメエメエが喋っているのを陽子と父・剛に見られ万事休す。いろはは黙っていたことを謝るが、2人はこむぎと会話できることに歓喜し事なきを得る。その後2人はメエメエからニコガーデンの事情を聞いて納得し、こむぎといろはを応援すると理解を示す。一方でニャミーの手掛かりは一切皆無であったが、ガルガルに対峙していたワンダフルたちの前にユキが突如現れ、そして猫のままで喋り彼女たちを驚愕させる。その後シャイニーキャッツパクトを用いて人間へと変態し、さらにニャミーへと変身して正体を明かす。それによりまゆが出会った謎の美少女の正体が人間の姿になったユキであること、ニャミーの行動原理が「まゆの守護」であることが判明する。ユキがニャミーと知ったこむぎといろはは歓喜しメンバーに誘うが、彼女は「まゆを危険にさらした2人」と嫌悪感を抱き頑なに拒否する。
ユキはまゆにこれ以上危険な目に遭わせられないと考え「犬飼家には関わらないで」と告げる。それを聞いたまゆは「勝手に決めないで！」と反論し、2人の間に軋轢が生じる。その後まゆはガルガルの気配を察し現場へ向かい、そこでガルガルの攻撃によって小さくなったニャミーを発見する。2人は追ってきたガルガルに追いつめらるが、まゆが「ユキを守りたい！」と発したと同時に鏡石が光り出し、持っていたコンパクトも光り出しシャイニーキャッツパクトが生成される。彼女はそれで4人目のプリキュア・キュアリリアンへと覚醒し、ガルガルをキラリンハムスターへと戻す。戦闘後ユキはまゆに「一緒にいたい」と伝え、彼女もそれを受け入れ抱擁し仲直りする。後日2人は覚醒後初めてニコガーデンへ赴きメエメエから協力を依頼されまゆは快諾するが、ユキは頑なに拒否する。しかし偶然会ったキラリンコジカのガルガル時の苦悩話を聞いたのと、ガルガル戦にてリリアンに助けてもらったことで心境が変化する。そして、リリアンとの共闘の誓いにより現れたアミティーリボンタンバリンで彼女と一緒にガルガルを浄化したことで「仲間も悪くない」と認識する。戦闘後、メエメエに湾岸第二中への編入を条件に協力を承諾する。それを聞いたまゆは歓喜し、4人の新たな生活が始まった。その後ユキが学校へ編入したのを機に、ニャミーとリリアンでチーム「ニャンダフルプリキュア」を結成した。同時にユキは3人と同じクラスになったが、こむぎといろはには過去の対立もありメンバー加入後もよそよそしく接していた。しかし、自身のピンチで2人に助太刀されたのを機に仲間意識が芽生え、名前で呼ぶようになる。
プリキュアたちの活躍でキラリンアニマル9体全員が救出され、ニコガーデンも完全に修復された。その時、いろはの家に角の付いた謎の卵が現れ、メエメエとキラリンアニマルにニコさまの卵と断定される。メエメエは自ら卵を育てようとしたが、卵は何度ニコガーデンに連れ戻しても自動的にいろはの家に転移してしまうため、そのままいろはたちに託される。やがてニコが卵から孵って復活し、プリキュアたちの今までの活躍に感謝を述べると共に、ニコガーデンの動物たちを闇に染めた元凶がガオウという人物であることを伝える。ニコの復活と同時にガオウも本格的に動き出し、2人の敵幹部・ザクロとトラメを生み出す。2人はプリキュアたちと対峙し、自分たちがかつて人間に絶滅させられたオオカミの怨霊であることを明かすと共に、ガルガルの卵に力を注いで強化した怪物・ガオガオーンを誕生させる。プリキュアたちはガオガオーンに歯が立たず敗退してしまう。ニコはこむぎたちがガオウたちを止められなければプリキュアの力を没収して自ら立ち向かうつもりであったが、プリキュアたちの諦めない姿勢とメエメエの説得、ニコガーデンのアニマルたちの声援を受け、力を貸すことを決意。プリキュアたちはニコからダイヤモンドリボンキャッスルを与えられ、ダイヤモンドリボンスタイルへとパワーアップし、ガオガオーンの浄化を果たした。この1件の後、ニコは「やりたいことがある」として犬飼家に居候することを決める。これを機に4人1組の新たな「わんだふるぷりきゅあ」が結成された。
ワンダフルたちに的確なアドバイスを送る悟は、いろはに恋心を抱いていた。3年前ケガを負っていたロップイヤーをフレンドリィ動物病院に連れていき、そこで彼女に一目ぼれしたのがきっかけであった。いろはにはまったく気づかれていないが、まゆとユキには七夕のお祭りで見せた仕草で感づかれる。それを知ったまゆは「この恋を紡いで2人の仲を結んでつなげたい」と応援するが、時たまいろはの前で茶化すなど彼を困らせていた。「犬飼さんに迷惑がかかる」との理由から告白を躊躇う悟だったが、ある日いろはが常連客の男性と親しく話しているのを見て嫉妬を覚える。そんな彼を見たまゆは「いろはちゃんに告白しよう！」と鼓舞し、ニコもニコガーデンでの求愛の特訓に誘う。2人の後押しで一念発起した悟は特訓を受けいざいろはに告白すると決意するが、メエメエが口を滑らせて雰囲気をぶち壊してしまう。不穏な空気を感じたメエメエは「今のは冗談」とやり過ごそうとしたが、それに悟が否定しつかさずいろはに「きみが好きだ！」とついに告白する。それを聞いたいろはは唐突な出来事で赤面しその場から逃げてしまう。混乱するいろはにまゆが「兎山くんはずっと好きだった」と代弁し、一方の悟も2人が出会うきっかけとなったあの時のロップイヤー・大福から「果報は寝て待て」と励まされる。翌日いろははやきもきした気持ちで学校へ向かうがそこには普段と変わらない悟がおり、そして彼から「昨日のことは忘れて。今まで通り友達でいよう」と告げられる。彼の言動でますます困惑するいろはであったが、ユキから「今度はいろはが悟に思いを伝える番」と後押しされる。そんな中、悟がザクロに拉致されてしまう。助けに向かうフレンディの脳裏に悟と過ごした日々が走馬灯のように流れ、そして「悟くんじゃなきゃダメ！」と再認識して奮起し見事奪還する。戦闘後、いろはは悟に「特別なワンダフル」と返して告白を受け入れる。ついに悟の恋が成就し、2人は晴れて恋人同士となる。
いろははこむぎとの絆は揺るぎないものと思っていた矢先、犬飼宅に飼い主を失ったペットを保護するボランティア員の結城綾子が尋ねる。結城からこむぎをかつてマロンと名付けて飼っていた人物がいると知り、それを聞いたいろはは青天の霹靂となる。その理由は、2年前こむぎを飼う時に陽子から「前の飼い主が現れたら返す」が約束であった。しかしいろははこむぎとの離別が堪えきれず、そこで前の飼い主・栗原と面会し涙ながらにこむぎの譲渡を直談判する。その後栗原は人間態のこむぎから感謝を述べられ動揺するが、言動からすぐマロンと察する。そして、彼はこむぎの謝意といろはの熱意を酌み「マロンを…いや、こむぎをお願いします」といろはに譲ることを快諾する。これで離別の危機は脱し2人は歓喜する。
ハロウィンの日、仮装する人々でにぎわうアニマルタウンに見知らぬオオカミの男性が現れ、こむぎはそのオオカミが気になって追いかけるが、彼こそ力を取り戻し復活したガオウであった。こむぎはガオウによりガオガオーンにされかかるが、いろはの呼びかけにより元に戻る。同時にニコが人間の姿となって助けに入る。ガオウは必ず人間への復讐を果たすとプリキュアたちに宣戦布告する。
プリキュア達の活躍により、行方不明になっていたニコアニマル達も全員が救出され、ニコガーデンに帰還することが出来た。ガオガオーンを呼び出せなくなったトラメは、「一緒に遊びたい」というトラメの本心を察したプリキュア達の誘いを受け、自らプリキュア達と追いかけっこで遊ぶ。トラメはプリキュア達と友達になり、人間への恨みが消えたことでこの世から去っていく。ザクロはあくまで恋い慕うガオウに従いつつも、プリキュア達との交流やアニマルタウンでの体験を経て、人間への復讐という目的に疑問を抱くようになる。
ガオウはザクロやオオカミのガオガオーン達を引き連れ、年明けを迎えたアニマルタウンへ本格的な侵攻を開始する。プリキュア達がザクロやガオガオーン達と戦っている間、ニコはガオウと対峙するも、ガオウにニコダイヤの力を奪われるが、ニコが一矢報いてガオウの仮面が割れる。実は今までプリキュア達と戦っていたガオウの正体は、本物のガオウの親友であった人間の青年・スバルであり、過去のアニマルタウンについて記された日誌の著者本人だった。スバルはオオカミ達と仲良くなり、最後まで人間とオオカミの共存を村人達に訴えるも聞き入れられず、オオカミたちを殲滅されてしまい、人間への憎悪を抱えたまま亡くなっていたが、現代にガオウの姿で蘇り、人間への復讐のために活動していた。ガオウの正体を知っていたザクロはプリキュア達と和解し、スバルを止めるために共闘する。スバルはアニマルタウンをオオカミ達が生息していた時代の環境に変貌させた上で、ニコの力と鏡石の力を使ってガオウの復活を図るが、ニコからそれが叶わないことを知らされると鏡石を破壊し、ニコダイヤの力で巨大なオオカミの怪物に変貌する。プリキュア達を攻撃するも、ワンダフルを負傷・昏倒させたことでガオウの最期と重ねてしまい錯乱状況に陥る。悟は自分の無力さを悔しがるが、鏡石の力で人間の姿になった大福と共に「プリキュアの力になりたい」という願いを確かめ合い、戦闘形態へと変身する。こむぎは程なくして意識を取り戻し、プリキュア達は悟と大福の協力を得てスバルに接近し、彼を説得した上でプリキュア・エターナルキズナシャワーで生前の人間の姿に戻す。スバルの前に一匹の青いオオカミが現れるが、彼こそ本物のガオウであり、鏡石の力で人間の言葉を話せるようになっていた。スバルとガオウはお互いの気持ちを伝え合い、ザクロと共にこの世から旅立っていく。アニマルタウンに平和が戻ったが、ニコとメエメエはニコガーデンに帰る事になる。それに伴い、ワンダフルパクトとシャイニーキャッツパクトも失われ、いろは達はプリキュアへの変身能力を失い、こむぎ・ユキ・大福は人間に変身する事も言葉を喋る事もできなくなった。
いつもの日常に戻ったいろは達だが、こむぎ達と言葉を交わせなくなった事に寂しさを感じていた。しかし、鏡石の力でこむぎ・ユキ・大福は再び言葉を話せるようになった。更にメエメエが再び人間界に来訪し、時々であればニコガーデンとの行き来を許可された事を伝える。
こうして、こむぎ達の「わんだふる」な日々はこれからも続いていくのであった。

## 登場人物

### プリキュア
こむぎといろはは「アニマルタウン」の住民であり、ユキとまゆは第1話で引っ越してきた。このうちこむぎは犬、ユキは猫。
いろはは第8話で中学2年生になり、私立湾岸第二中学校の2年1組に在籍。まゆも同話で転入し、いろはと同じクラスになる。
こむぎとユキも後述の通り、前者はニコダイヤの力により第9話で、後者はメエメエの力により第21話で編入し飼い主たちとクラスメイトになる。両者とも飼い主とはいとこという続柄で通している。
席はこむぎを基準に隣同士（いろはは左斜め前、まゆは前、ユキは右隣）。
一人称は全員「わたし」だが、こむぎは変身前に限り「こむぎ」も使用する。
各メンバーがプリキュアに覚醒した経緯は後述の「プリキュアの設定」を参照。
犬飼 こむぎ（いぬかい こむぎ） / キュアワンダフル
声 - 長縄まりあ
本作品の主人公。「フレンドリィ動物病院&サロン」を営む犬飼家でペットとして飼われているパピヨン犬。誕生日は5月13日。好奇心旺盛で、趣味はいろはとの散歩。クッキーが大好物で食いしん坊である。好きな色はピンクで、勉強が苦手。いろはの真似をして「わんだふるー！」が口癖になっている。学校編入を機に犬飼姓を名乗るようになる。
会話の合間や語尾に時折「ワン」と挟むのが口癖。周囲の人物や動物（いろは・まゆ・悟・ユキ・大福・メエメエ等）を基本的に呼び捨てにしている。
良くも悪くもマイペースで、人間の状態でも犬と同じような行動を取ろうとして周囲を困惑させていろはを慌てさせている。またいろはが悟に告白されて混乱していた時も「お散歩しよう！」と言ったり、その後まゆが上記の説明をいろはだけにしたいにもかかわらず「参加したい」と言うなどマイペースぶりを発揮している。一方でいろはに対する独占欲が強く、彼女が初対面で会った犬に懐かれたのを見た途端しかめっ面してすねる仕草をした。
海浜公園で遭遇したヒツジ（メエメエ）のガルガルからいろはを守るために人間へ変態し、そしてキュアワンダフルへと覚醒した。
2年前の雨の日、ケガを負って雨宿りしていたところ小学生だったいろはに保護される。その後、彼女の母・陽子から治療を受けそのまま犬飼家の飼い犬になった（詳細後述）。
いろはに飼われた当初はリードが苦手だったが、彼女が選んだピンクのリードを気に入りつけるようになった。のちに理由をいろはに問われ「いろはを近くに感じてわんだふるだから！」と返している。「いろはと選んだリード」と思い入れがあったため、喪失した際は酷く落ち込む。その現実を受け入れられずヤケになり、なだめるいろはに歯向かい関係が悪化する（後述）。
人同士が散歩する時リードが無いことに気づき、いろはに「人間の時もリードが欲しい」と要求し困らせる。しかしその後のキラリンペンギンのガルガル戦で氷の崖から落ちそうになった際、フレンディが差し伸べた手を握ったのを見て「人は手がリードの代わりなんだね！」と理解する。
元々は2年前、栗原という高齢の男性に「マロン」という名前で飼われており可愛がられていた。彼によると「マロンは少食かつ胃弱体質で、また臆病でいつもわたしの後ろに隠れていた」と述べ、現在と真逆な性格であった。彼が老人ホームへ入所するに伴い結城綾子が勤めるペットを保護するボランティア団体へ預けられたが、ある夜に脱走する。結城は警察に届け捜索したが、マロンの発見には至らなかった。その後どういった経緯かは不明だが、ケガをしているところを小学生だったいろはに拾われ保護された。いろはにはその時は敵意剥き出しであったが、彼女が世話をしていくうちに彼女に心を開くようになり、結果的に犬飼家の飼い犬になった。本人は前の飼い主のことを忘れていたが栗原に撫でられたその手付きは身体が覚えており、彼と再会したことで微かにその記憶を思い出す。元々いろはは陽子に「前の飼い主が現れたらこむぎを返す」という話をされていたが、彼女が栗原に「こむぎと一緒にいたい」と訴えたことでその願いを彼が承諾したことで犬飼家の正式な飼い犬になった。なおガオガオーンを浄化したあとに彼のことをもう少し思い出し、人間態で彼に抱きついて彼に感謝の言葉を述べている（一連の経緯はいろはと栗原の項目も参照）。
いろはと一緒に行動することや喋ることを切望していたが、自身がワンダフル覚醒を機にそれが現実となり彼女とともに歓喜する。それ以降は彼女と常に行動し相思相愛の仲であるが、お気に入りのリードがなくなったことで駄々をこね彼女と口論となる（詳細はフレンドリータクトを参照）。その後キラリンライオンのガルガルと対峙した際、ガルガルの覇気に身震いが起こり戦意喪失に陥る。その結果フレンディとの連携が図れず逃げられてしまい、再び彼女と口論となり軋轢が生じてしまう。その夜、いろはに「役に立てなくてごめん」と告げ家出する。海浜公園で一夜を明かし散策していたところガルガルを捜索していた悟と出会い、彼から「話し合いが大切」と諭される。その後、単身ガルガルに対峙するフレンディを見て自分がなぜワンダフルなったか振り返り「いろはを助けたかったから」と再確認する。そして「こわい…、でもいろはを助ける！」と鼓舞し加勢する。そして彼女に「いろはと一緒だからこわくない！」と思いの丈をぶつけ、彼女からも「こむぎといる時がワンダフル！」と本音が聞けたことで和解し無事ガルガルを浄化する。戦闘後、まゆからもらった服と新しいリードで再び彼女との散歩に勤しむようになる（いろはの項目も参照）。
いろはと一緒に学校へ通うのが長年の夢であり、新学期が始まるのを機に彼女に駄々をこねるが彼女のなだめに抗えず失敗に終わる。そこで「一人で学校へ行く！」と決め向かうが、場所が分からず街をさまよう。偶然ガルガルが学校に現れたため辿り着いたが、いろはから「勝手に出歩いちゃダメ！」と咎められる。その後ニコガーデンの復旧が進んだことでニコダイヤの力により自身も学校に通えるようになり、湾岸第二中学校2年1組に編入する。学校でもマイペースぶりは健在で、自己紹介の言動が犬っぽかったり、授業中に席を立ったり、机に乗ったり、弁当を犬のようにがっついたりといろはを焦らせる。挙げ句の果てに満腹で寝てしまいそのまま犬に戻るという緊急事態になるが、いろはの暗躍で事なきを得る。その後、彼女から「学校は楽しいことだけじゃない。成績や試験の点が悪いと退学になる」と厳しさを教えられ、それに「いろはといたいから頑張る！」と決意する。
メンバーで唯一睡魔に襲われると元気になるタイプ。
「好き」の感情を全部同じと思っており、悟がいろはに告白した際「悟もいろはが好きなの？一緒だね！」と彼に話す。それを聞いたまゆから「こむぎちゃんの『好き』とは違う」と教えられ、間髪いれずにユキからも「『好き』にもいろいろあるの」と教えられる。
いろはと悟の初デートに邪魔にならぬようユキとまゆに同行し、まゆから「特別な日は素敵な服を着て素敵な自分になる」と教えられる。その言葉で「デートはワンダフルなお出掛け」と認識する。
プリキュアとしての役目を終えた事でニコにワンダフルパクトを剥奪された為、プリキュアや人間に変身する事も人間の言葉を喋る事も出来なくなる。その後、いろはの想いが鏡石に通じ、言語能力のみ復活する。
番組開始に先駆け、シリーズの前作『ひろがるスカイ!プリキュア』の2024年1月28日放送分（第50話）のCパートにもゲストとして変身後の姿で登場した。詳細は当該項目を参照。
犬形態
パピヨン犬としての本来の姿。茶色を基調とした体色で後頭部にハート型の模様があり、赤茶色の瞳を持つ。額に三日月型のくせっ毛がある。首には蝶の飾りが付いたリボンを付けており、ワンダフル覚醒後はその上からワンダフルパクトが変化したハート型のリボンが描かれたブローチを付けるようになった。
最初は言葉を発することはできなかったが、ワンダフルに覚醒した翌日からは犬の姿でも人語を話せるようになる。またあらゆる動物の言葉を理解することができ、鳴き声を発していない大福の言葉も理解することができる。また犬なので嗅覚も鋭く、耳も良いので人間には聞き取れない音や周波数も聞き取ることができる。
人間態
いろはを助けたいこむぎの気持ちに呼応して生み出されたワンダフルパクトにより変身した人間の姿。
茶髪をピンクのリボンで結んで後ろ髪を二股に分けた、いろはと同年齢程度の少女の姿となった。瞳の色は本来の姿と同じく赤茶色。パピヨン時と同じく前髪に三日月型のくせっ毛がある。
人間の姿では体質も人間と同様になり、本来犬には有害な物も食すことができるようになったり、犬には有毒な匂いを嗅いでも支障が出なくなる。犬特有の性質も残っていて身体能力も高く、サッカーのシュートを受け止めたり短時間で学校を1周できるが、常に人間態を維持することはできず、ガルガルによる大ダメージを受けたり本人が眠くなったりすると、犬形態に戻ってしまう。また動物の本能も無くなったわけではなく、ガルガルの覇気を受けて動けなくなってしまうこともある。
いろはの両親（剛・陽子）には彼女が何とか隠し通していたが、ある日の登校中に陽子と人間態で初めて会いバラしかける。いろはに口止めされてその場は事なきを得るが、その後自身とメエメエが喋っているのを2人に目撃されバレてしまう。いろはが今までの経緯を説明し、剛の前でも人間態を披露する。
スバルを浄化した後、プリキュアとしての役目を終えた事でワンダフルパクトを剥奪されたため人間態に変身できなくなり、湾岸第二中学校から転出した扱いにされる。
犬飼 いろは（いぬかい いろは） / キュアフレンディ
声 - 種﨑敦美
こむぎの飼い主で、中学2年生の少女。誕生日は8月7日。私立湾岸第二中学校2年1組在籍。運動神経はかなり良く、運動部からの助っ人として呼ばれることも多い。動物をこよなく愛するほどのお世話好きで、一緒に遊ぶのが趣味である。友だち思いが強く、動物にも好かれている。日課はこむぎとの朝のお散歩。好物はグレープシャーベット、好きな色は紫色。口癖は「ワンダフルー！」。こむぎが人間へ変態できるようになってからはややトラブルメーカー気味な彼女の保護者も担うようになる（後述）。
こむぎとメエメエを呼び捨て、まゆ・ユキ・大福をちゃん付け、悟を君付けで呼んでいる。
長いもみあげを伴う朱色のセミロングヘアの向かって左側にピンクと紫のハート型のヘアピンを留めている。瞳の色は緑。
お世話好きで面倒見が良く、素直な性格。嘘や秘密が苦手であり、挙動不審な言動になる。運動も得意としている。ガルガルに怖気づくことなく立ち向かう勇敢さも持つ。悟やまゆと異なり料理や刺繡は苦手だが、本人にその自覚はない。恋愛にも疎い（後述）。
プリキュアとして戦うことになったこむぎを心配し、自身もプリキュアとして戦いたいと願いキュアフレンディに覚醒した。
こむぎを保護したのち陽子に「うちで飼える？」と問うが、彼女から「この子、首輪があるから飼い犬だわ。前の飼い主が現れたらお別れするのよ。それでもいい？」と逆に問われる。その言葉に躊躇うが、こむぎが懐いたことで「一緒に暮らす！」と即答し飼い始める。それから2年、ついに前の飼い主が現れる（後述）。
自身がガルガルに襲われた際、突如現れ助けてくれた少女がこむぎと知り不可解な現実に驚愕する。しかし彼女と喋ることを切望していたため、驚きを忘れ彼女とともに歓喜する。だがそれと同時に人間態のこむぎを他人にどう説明するかや、彼女が犬形態で他人に人語で喋るのを見て慌てて制止したり、メエメエから「プリキュアのことは他言無用」と口止めされて他人に相談できないなど苦悩も生じていたが、結果的に悟に正体を知られたことで解消される。その後は自身の嘘をつけない性格が相まって、なし崩し的にまゆと両親に真相を明かしている。
こむぎがワンダフル覚醒後は犬のままで喋ったり、人間態で犬の仕草をしたり、学校でガルガルを公表するなど何かと気苦労が絶えないが、それらも込みで彼女を溺愛している。しかし、リードとガルガル戦を巡って彼女と口論となり軋轢が生じてしまう。だが、悟に愚痴った際は「喧嘩なんてしたくない」と本心を吐露する。翌朝こむぎが家出しているのに気づき慌てるが、悟の家にいることが分かり安堵する。その後まゆからこむぎ用の洋服をもらったのを機に「こむぎと話す！」と決意、そして彼女と再会し本音をぶつけ仲直りする（こむぎの項目も参照）。
悟を「頼れる友達かつ相談相手」と認識していたため、彼が自身に恋心を抱いていることは微塵も感じていなかった。そのため、彼にその事実を告白されると状況を把握できずに赤面して逃げ出すほどの衝撃を受ける。その後まゆの説明を受け少し冷静になるが、翌日悟から「今まで通り友達でいよう」と告げられ再び動揺する。ユキから「悟にあなたの気持ちを聞かせて」と忠告された矢先、悟がザクロに拉致されてしまう。助けに向かうなかで彼との思い出が走馬灯のごとく流れ、ついに「わたしには悟くんしかいない！」と自覚する。それで奮起して悟を無事奪還し、そして「こむぎたちは『ワンダフルー！』だけど、悟くんは『特別なワンダフル』なの」と自身の気持ちを伝え恋人関係になった。
悟との初デートも普段と変わらずこむぎと大福も一緒と考えていたが、まゆの計らいで2人きりになる。しかし悟と2人きりと考えたら急に緊張し、喋りが矢継ぎ早になったり早歩きになるなど普段と乖離してしまう。そのことを悟に謝罪するが、彼から「友達関係から変わってくれて嬉しい」と歓喜される。それを聞いて安堵し、帰り道で彼に「『いろは』と呼んで」と要望する（一連の経緯は兎山悟の項目も参照）。
こむぎとは一蓮托生と思っていたが、ある日結城が家を尋ねたことでこむぎに前の飼い主がいると判明する。それを聞き「こむぎとお別れ…？」が脳裏をよぎる。その理由は、こむぎを飼い始めたとき陽子から「前の飼い主が現れたら返す」という約束を交わしていたからである。しかしこむぎとの離別が堪えきれず、そこで前の飼い主・栗原に会い「こむぎと離れるなんてイヤ！譲ってください！」と約束を破り涙ながらに直談判する。その熱意が彼に届き「マロンを…、いやこむぎをお願いします」と託され危機を脱する（一連の経緯はこむぎと栗原の項目も参照）。
犬形態
第40話でニコが力を暴走させたことにより犬に変身した姿。
朱色を基調としたキャバリアの姿をしており、側頭部にフレンディと同様のもみあげを持ち、向かって左側に人間時のヘアピンをしている。この姿でも人語を話せるが、時折語尾に「ワン」を付けるようになる。犬ならではの身体能力を獲得する一方、困ると走り出して自制できなくなる、悟に抱かれて思わず尻尾を振るなど犬の性質も現れている。人間の姿に戻るにはニコニコパワー（後述）を集める必要があったため暫くこむぎ達と遊んで犬の姿を堪能しており、トラメの襲撃時にニコニコパワーが充填されてニコの力が回復したことにより人間の姿に戻った。
猫屋敷 ユキ（ねこやしき ユキ） / キュアニャミー
声 - 松田颯水
アニマルタウンに開業したコスメショップ「Pretty Holic」を営む猫屋敷家でペットとして飼われている白猫で、同店の看板猫。誕生日は12月21日。好物は鮭、好きな色はライトブルー。まゆと雪の日に出会い、また体毛が雪のように白かったため「ユキ」と名付けられた。彼女の母・すみれ曰く「まゆのお姉さん」。
基本的に誰にでもタメ口で喋るが、すみれと人間態で初対面した際は敬語で会話した。猫形態の時は時折「にゃ〜」「にゃん」等の語尾を挟むことがある。周囲の人物・動物（まゆ・こむぎ・いろは・悟・メエメエ）を基本的に呼び捨てで呼んでいる。チーム加入当初はまゆ以外の人物を名前で呼ぶことは殆ど無かったが、夏休みの自由研究を共同で行ったのを機にこむぎといろはの名前を呼ぶようになり、後にメエメエと悟も名前で呼んでいる。
クールかつマイペースで誇り高い性格。しかし「まゆと一緒にいたい」との理由でメエメエに学校の編入を要望したり、お礼を言われると「別に」とはにかむかわいい一面もある。お昼寝と日向ぼっこが大好き。
他の人物・動物と群れるのを好んでおらず、またツンデレな性格のため、遊ぼうと付きまとってくるこむぎには疎ましく感じている様子を見せている。特にまゆをプリキュアの事情に巻き込んでからはいろは共々嫌悪感を示すようになり、これ以上まゆに関わらないようにと明確に拒絶する姿勢を見せていた。しかし、自身が学校に通うことになってからは彼女たちに譲歩するようになり、2人を名前で呼ぶようになる。
人見知りが激しい内気なまゆに呆れる様子を見せつつも優しく見守っている。また彼女の過度なスキンシップには辟易しており、度を越した行いには引っ掻きつつも気を許している。しかし彼女が自分以外とすることには寂しさを感じるようで、彼女が父・貴行に抱きついたのを憂い目で眺めていた。
元々はまゆが貴行の仕事で来ていた雪深い合掌造りの山村にある誰も住んでいない古民家の床下に住み着いていた野良猫であり、住民からはどこからか来た人に捨てられたとされていて大の人間嫌いとして知られていた。古民家の裏庭に泥だらけの姿でいたところをまゆと出会い、それから毎日会いに来てくれる彼女のことを思うようになる。そして村を後にする彼女の元へ向かい、一緒についていくことを望み猫屋敷家の飼い猫になった（まゆの項目も参照）。本人はこの時の心情として本当は寂しかったと吐露しており、まゆが優しくしてくれたことで友達に慣れたことを感謝している。
まゆに「犬飼家に関わらないで」と忠告するが、彼女に拒絶されて軋轢が生じてしまう。翌日Pretty Holic近くの木陰で彼女を見守っていたところこむぎたちに見つかり、そこでいろはから「まゆちゃんにあなたの気持ちを伝えて」と忠告される。その後まゆと対面し「まゆと一緒にいたい」と本音を吐露し、彼女にもその熱意が伝わり仲直りを果たす（まゆの項目も参照）。
正体が明かされる前からこむぎから人間に変身できることを明かされているが、実際に目の前で彼女が人間になった際には驚愕しており、後に自宅近くでワンダフルたちとアライグマのガルガルが戦っている様子を目撃する。キラリンベアーのガルガルが出現した時期の月夜にガルガルが猫屋敷家に接近したことで「まゆを守りたい！」という気持ちからガルガルに立ち向かった時、キュアニャミーへの変身能力と人間態を得た。そのため、ニコガーデンに関する事情は一切知らなかった。覚醒後初めてニコガーデンへ赴きメエメエから協力を依頼されるも「まゆを守るだけ」と頑なに拒否する。しかし偶然会ったキラリンコジカの「ガルガルの時、自分が自分じゃないのが苦しかった」と聞いたのと、リリアンの「ニャミーと一緒だから力が発揮できた」と告げられたことで考えを改め、メエメエに湾岸第二中への編入を条件に協力を承諾する。
学校へ編入後は才色兼備さや文武両道さを遺憾なく発揮し、たちまちクラスから一目置かれる存在となる。また、その容姿端麗さからクラスの演劇部員・狐崎と狸原からスカウトされるが「まゆが入らないならイヤ」と断る。後に狐崎と狸原から演劇祭で上演する劇の出演を依頼された際、再度断ろうとしたものの「まゆの作った衣裳を着られるなら」という条件で出演を承諾し、森の女神役を演じきっている。料理や刺繍も上手でその腕前はまゆに匹敵する。
まゆから友達作りを促されるも「まゆを守りたいからいらない」と返すが、本心は彼女が以前通っていた学校で友達を失って泣いている姿がトラウマとなり「友達は自分を傷つけるもの」と認識していたため作ろうとしなかった（詳細はまゆの項目を参照）。しかし、こむぎといろはから「わたしたちも喧嘩したけど、もっと仲良くなれた」との意見を聞いて考えを改め、友達作りの第一歩としてこむぎと仲良くなる。その後はいろは、悟、ニコガーデンの住民たちとも友達になる。
こむぎを「遊ぼうって所構わず走り回る迷惑な犬」と思っていたが、彼女が前の飼い主・栗原と再会するのにナーバスになっていたのを見て「こむぎといろはは強い絆で結ばれている。簡単には切れない」と忠告し励ます。
悟のいろはへの恋心はまゆから知らされる形で認識したが、まゆに比べて興味は薄く静観していた。しかし、いろはが常連客の男性と親しく会話するのを見た際は彼に「早くいろはに告白すべき」と助言し、悟から告白を受け困惑していたいろはには「今度は悟に気持ちを伝える番」と前述した自身とまゆが不仲になっていた時に彼女が述べた言葉で忠告する。2人が恋人同士になったあとは邪魔にならぬよう静観している。
まゆがいろはに恋愛話をする際「こむぎちゃんをどう離そう？」と見透かしており、自発的にこむぎの相手を買いまゆを手助けしている。
風呂が嫌いで、水に浸かること自体を恐れている。爪切りと歯磨きも苦手。猫じゃらしには弱く、誘惑されるとじゃれつく。
ヘビが苦手で、ツチノコのガルガルと対峙した際は「ヘビに睨まれた蛙」状態となり青ざめてしまう。しかし、石化された3人のピンチを見て再起し無事ツチノコへと戻す。
猫が集会をしているのを見るが、群れるのが苦手なため興味がなかった。ある日まゆから離れて1人で街を散策中、カラスに襲われていた迷子の子猫に遭遇する。その子を助け猫集会に参加していた親猫の元へ届け去ろうとした時、ボスのペルシャ猫からの誘いで集会へ参加することになりボスから集会の概要（情報交換など）を聞く。親睦を深めている最中にザクロが現れボスがガオガオーンにされるが、ニャミーになって助け出す。戦闘後、全員から「アネゴ」と慕われるようになり猫でも友達ができる。
こむぎ同様、プリキュアとしての役目を終えた事でニコにシャイニーキャッツパクトを剥奪された為、プリキュアや人間に変身する事も人間の言葉を喋る事も出来なくなるが、後に鏡石の力で言語能力のみ復活する。
猫形態
猫としての本来の姿。毛並みはほぼ全身が真っ白で、後頭部に薄いピンク色のハート型の模様を持ち、耳介には蝶のような模様があり、そこから長い巻き毛が一本ずつ出ている。瞳の色は青。首にはまゆが作った雪の結晶型のチャームが付いた青いリボン型の首輪を巻いていたが、後にまゆがPretty Holicの新商品としてデザインした、青色のリボンがあしらわれたハート型ブローチを首輪に付けるようになり、そのブローチが後にシャイニーキャッツパクトとなった。
こむぎと同様、プリキュア覚醒後は猫の姿でも人間の言葉をしゃべることが出来る。
人間態
ニャミーに覚醒したことに伴い変身できるようになった人間の姿。ブロンドのロングヘアの少女で、雪の結晶があしらわれ、青いリボンが付属したヘアアクセサリーで後髪を留めている（猫の姿で身に付けているブローチに似たデザイン）。瞳の色は青。もとが白猫のためか、3人に比べ肌がやや色白である。外見年齢や身長はまゆと同程度。
この姿は登場当初は素性不明であったものの、ある時からまゆの前に現れ、プリキュアやガルガルの事柄に近づいていた彼女に「これ以上関わってはダメ」と警告する。その後、子カルガモを助けていた彼女がトラのガルガルに襲われていた際に披露して正体を明かした。
こむぎと同様、人間とほぼ同じ体質となり、塩鮭など本来猫には有害な食べ物も食べられる。
本人は「人間のフリなんて簡単」と豪語するも、まゆの隣が指定席なので彼女の席に座ったり、彼女の隣の生徒をどかそうとして彼女を困らせたり、驚いた時に「ニャー！」と叫んだり、転がる物に反応するなど猫本来の習慣も抜けていない様子。また、こむぎ同様に常に人間態を維持することはできず、ガルガルによる大ダメージを受けたり暑さなどで力尽きたりすると猫形態に戻ってしまう。
すみれには七夕祭りの日の朝に彼女の目の前で人間に変身することで人間態を得たことを明かしている。
こむぎ同様、プリキュアとしての役目を終えた事でシャイニーキャッツパクトを剥奪されたため人間態への変身が不可能となり、湾岸第二中学校から転出した扱いとされる。
猫屋敷 まゆ（ねこやしき まゆ） / キュアリリアン
声 - 上田麗奈
アニマルタウンに引っ越してきた少女で、ユキの飼い主。いろはや悟と同い年の中学2年生。誕生日は11月5日。好物はクッキー、好きな色はライトグリーン。私立湾岸第二中学校2年1組所属。転居前は小泉学園で暮らしていた。緊張や不安、恐怖を覚えると「こわくない、こわくない…」と呪文のように呟く癖がある。
こむぎ・いろは・大福をちゃん付け、ユキとメエメエを呼び捨てし、悟を「兎山くん」と名字で呼んでいる。
こげ茶色の髪で、向かって右側のサイドテールをターコイズのシュシュで結んでいる。身長はこむぎ（人間態）やいろはより高い。瞳の色は赤銅色。
人見知りが激しく恥ずかしがり屋な性格であり、他の人や動物が近づくと隠れてしまう傾向にある。メイクが得意でおしゃれ好き。また集中力が高く手先が器用で、手芸を好むほど趣味としており、自分が作った物で誰かが喜んでくれるとうれしくなる。その一方で高所恐怖症だったり、投げられるボールや雷を怖がるなど、極度の怖がりでもある。しかし、周りの人物・動物に危機が迫ると自分の危険を顧みず勇猛果敢な行動に出ることもある。
猫じゃらしさばきが上手く、ユキ曰く「抗えるネコはいない」。その腕前はネコのガオガオーンを服従させるほど。
ユキを溺愛しており、彼女に関する話題になると普段の態度から一転して饒舌になり、パニックになると彼女に抱き着いたり匂いを吸ったりする。その過度な行いのために引っ掻かれたりしており、腕や足が引っ掻き傷だらけになることもあるが、本人はユキのことを気に入っているため気にしていない。しかし人間態のユキと初めて喋った時にそれらがフラッシュバックし、自身の過度な行動に赤面し彼女の前から逃げてしまう。
ユキとは自身が小学4年生の冬休み、貴行の仕事に付いていった雪深い山村で出会ったのがきっかけであった。それから自身の身につけていた手袋や帽子を渡すなど、何かと気にかけて毎日会いに来ていた。村を後にしようとして彼女が現れた際には、無理だとは思いつつも一緒にいたいという思いは抑えきれずに連れて帰り、自身の責任を持って飼うことにした（ユキの項目も参照）。
ガルガルの事件には長らく関わっていなかったが、買い物中に見晴山に調査に行ったいろは達のことが気になっていた際に謎の美少女に出会い、それを境にユキが時々姿を消すようになったことに気づく。その後、フクロウのガルガルに襲われてしまうが、ニャミーに助けられ、その言動から先日会った謎の美少女と同一人物であると勘づく。さらにユキが体調を崩したことでいろはの家に泊まった際、未明にガルガル出現に伴い家を出たこむぎといろはを追いかけていった結果、2人がプリキュアに変身してニワトリのガルガルと戦闘する所を目撃し、現場にいた悟から説明を受けたことで全ての事情を知ることになり、プリキュアの協力者になることを誓う。
自身の前に突如現れた美少女やニャミーがユキだったと知り歓喜する。それも束の間、彼女から「犬飼家に関わらないで」と言われ咄嗟に「勝手に決めないで！」と反発する。これが原因で彼女との間に軋轢が生じてしまう。その後、キラリンハムスターのガルガルの攻撃により小さくなったニャミーを発見し彼女に「どんな時も、そばにいてくれてありがとう」と思いの丈をぶつけ、そして執拗に追ってきたガルガルに対し「ユキを守る！」と叫びキュアリリアンへと覚醒した。戦闘後ユキに「ずっと一緒にいよう」と想いを伝え抱擁を交わし仲直りする（ユキの項目も参照）。
悟のいろはへの恋心は当初知らなかったが、七夕祭りの時に彼の様子を見て察知し追及する。そして、彼からいろはに秘密にするように頼まれ「友達の間の秘密」として喜んで承諾する。その後は彼を応援しつつも、いろはの前ではこれをネタに茶化していた。一方、悟から告白を受け混乱していたいろはには「兎山くんは小学生の頃からいろはちゃんが好きだった」と経緯を話し落ち着かす行動を取る。
いろはと悟が恋人同士になってからは当人たち以上に興奮を覚え、2人の初デートにこむぎと大福も一緒と聞いたとき「初デートは2人きりがアヴァンチュールでしょ!?」と妄想する。そこで2人きりになるようこむぎと大福を一手に引き受け、妨害しようと企むメエメエにも釘を刺す。
以前通っていた学校に知覧友真という親友がおり、ペアになってデッサンする授業で取り残されていた同士で組んだのがきっかけとなり意気投合した。彼女がチンチラを飼っているのを知り、誕生日にチンチラを刺繡したハンカチを贈ろうと決める。学校で縫っていたところ彼女に話しかけられるが生来の集中力が仇となり無視したと勘違いされ、それが原因で彼女と疎遠になってしまった過去がある。それをこむぎといろはの前でも露呈してしまい自己嫌悪になるが、悟から「すごい集中力」と褒めていたと聞き安堵し涙ぐむ。
すみれから「ユキをキュアスタにアップしたら？」と提案され投稿を始め、これが学校や世間から好評を得る。これを機に友真との仲を修復できるかと機運を高め、新作の作成に没頭する。そんな最中、キュアスタを見てフレンドリィ動物病院の帰りに立ち寄った彼女に気づかす再度無視した形をとってしまう。ユキから説明を受け落胆するが「話せば分かってくれる！」との言葉で奮起し、友真に無視したのは故意ではないと説明する。その言葉に彼女も理解し、そして誕生日に渡せなかったハンカチを贈り和解する（一連の経緯は知覧友真の項目も参照）。
猫形態
第40話でいろはと同様の経緯により猫に変身した姿。
茶色の体色のキジトラの姿をしており、額に三本線を持ち、首に人間の時のシュシュを巻いている。この姿でも人語を話せるが、時折「ニャ」の語尾が付く。性質も猫のものになり、ユキに猫吸いされて思わず猫パンチしたり、猫じゃらしにじゃれつく等、いつもとは逆にユキに弄ばれていた。

### プリキュアの協力者
兎山 悟（とやま さとる）
声 - 寺島拓篤
いろはと同級生の少年で、私立湾岸第二中学校2年1組所属。部活は生物部に所属している。誕生日は9月7日。勉強が得意で優しく、冷静で穏やかな性格。好物はビーフシチュー。好きな色はオレンジ。
一人称は「ぼく」。いろはを「犬飼さん」、まゆを「猫屋敷さん」と名字で呼んでいたが、前者については後に「いろはちゃん」と名前で呼ぶようになる（後述）。こむぎとユキをちゃん付け、大福とメエメエを呼び捨てにしている。
灰茶色の髪で、赤い眼鏡をかけている。瞳の色は紫。
趣味は動物図鑑を読むことで、いろはを凌駕する豊富な動物の知識を持っており、陽子も一目置くほど。料理全般と刺繡も得意。一方で運動能力は低く、水泳もできない。また、物事を深く考えると理屈っぽくなり独り言を言う癖がある。
いろは同様動物好きであるが、そのきっかけは彼女と大福であった（後述）。特にツチノコには目がなく、メエメエからニコガーデンにいるのを聞くと彼に血相を変えて問い詰めるほど。
いろはに街の異変を聞くが、あたふたする彼女を見て何か隠していると確信する。その後、不気味な黒い（ガルガルの）卵を見つけ調べるも分からずじまい。再び現場へ行くと卵が孵化しており、近くにいたガルガルに襲われる。そこにこむぎといろはが駆けつけ、2人がプリキュアに変身するところを目撃し真相を知る。そこでガルガルの正体がウサギだと見抜いて戦闘の手助けをし、戦闘後2人と一緒にニコガーデンへと赴きメエメエに協力する旨を伝える。その後は彼のよき相談相手になり、たまに彼の愚痴を聞く駆け込み寺的な役割も担っている。
いろはに恋心を抱いており、彼女に尊敬されたり頼られたりすると照れる仕草を見せる。またまゆが犬飼宅に泊まるのを聞いて羨望するのを大福に見られ、咄嗟に「猫屋敷さんにプリキュアがバレたら大変だから」と釈明する。3年前ヘビに襲われ負傷していた大福を拾いフレンドリィ動物病院に連れて行き、そこでいろはに一目ぼれしたのがきっかけであった。当時は動物の知識にも乏しかったが、彼女のために動物に関する勉強を重ねた。クラスメイト（まゆ・ユキ・大熊・蟹江）や陽子には自身の言動から把握されているが、肝心のいろはには長年気づかれていなかった。
いろはが自身の部屋に来た時や、逆に自身が彼女の部屋に行った時には普段の冷静さを欠いて緊張してしまい、同行していたまゆから冷やかしを受ける。学校の女子からはある程度の人気があり告白を受けることもあるが、いろはへの想いから断り続けていた。
「犬飼さんを困らせたくないし、気まずくなって今の関係を壊したくない」との理由で長年いろはに告白できずにいたが、彼女が「ケイジくんが大好き」と唐突に言われ動揺する。続けざまに「カッコよくて賢くて、足も速い努力家」と聞かされ壊れてしまう。いろはに誘われ犬飼宅へ行くとそこに1人の男性がおり、その人が「大好き」と彼女に言うのを目の当たりにし絶望に陥る。その後1匹の大型犬が現れ、話を聞くとケイジは嘱託警察犬を目指すジャーマン・シェパード・ドッグで、男性はケイジの飼い主・圭一と判明し安堵する。しかしいろはと圭一が親しく話しているのを見たユキが「馬が合う」と呟いたのを聞いて嫉妬を覚え、居たたまれなくなり逃げ出してしまう。その後まゆとユキの警告とニコによる求愛行動の特訓を受け奮起し、いろはに告白することを決意する。一度は勇気が出ず失敗するが、メエメエが口を滑らせてバラしたのを機に「きみが好きだ！」と告白する。結果はいろはが走り去ってしまい失恋を確信するが、ニコからは「いろはは驚いただけ」、大福からは「大きく構えてろ」と慰められる。しかしこれがいろはの重荷になると考え、翌日彼女に「今まで通り友達でいよう」と告げこの恋に終止符を打つ。その直後、ザクロに目をつけられ拉致されてしまう。そこで助けに来たフレンディから自分への本心を聞き、彼女たちの活躍で無事救出される。その後、いろはからOKの返事をもらい晴れて恋人関係になった。
いろはとの初デートで彼女から「緊張で普段と違ってごめんね」と謝罪されるが、それに「普段の時、緊張の時、どちらの犬飼さんも好き」と慰める。その言葉で彼女も緊張がほぐれ帰り道に「名前で呼んでほしい」と要望され、それに呼応し「いろはちゃん」と呼ぶようになる（一連の経緯は犬飼いろはの項目も参照）。
スバルが巨大化・暴走し、プリキュアたちが苦戦するのを見て、力になれていないことを嘆くが、鏡石の力で人間になった大福に促され、共に変身しプリキュアたちのサポートに回る。
兎形態
第40話での戦闘終了後、悟の「ウサギになってみたい」という願いを受けたニコの力でウサギに変身した姿。
茶色の体色のロップイヤーの姿で、耳の先と目尻はこげ茶色になり、眼鏡はかけていない。人間の言葉を話せるが、いろはやまゆとは異なり語尾を持たない。人間時と打って変わってウサギならではの身体能力を獲得しており、犬形態のこむぎを凌ぐ足の速さに興奮していた。ウサギになった時点でニコの力が枯渇し、人間の姿に戻るために再度ニコニコパワーを集め直さなければならなくなったため、こむぎ達とかけっこ競争に興じる（第41話までに人間の姿に戻った）。
大福（だいふく）
声 - 中村悠一
悟が飼っているウサギで、種類はロップイヤー。
白い体毛の一部に灰色のぶち模様が入っており、左耳の先端は毛で三つに分かれている。これは3年前にヘビに襲われ、かじられた時の古傷がそのまま残った物である。目は赤色。
基本的に無表情で普段は冷静沈着だが、時に活発な様子や勇敢な面も見せる。ガルガルが出現すると他の動物たちと同様に警戒態勢となり、普段は垂れている耳がピンと立ったり「足ダン」（スタンピング）を行ったりする。
こむぎやニコの通訳によればかなり荒っぽく男らしい口調であり、悟を「マブダチ」と認識している。ユキからは「大物」「ただのウサギじゃない」と一目置かれている。
脚力もあり、メエメエが2人のデートを妨害しようとしたとき彼を蹴り飛ばしている。
かつては捨て兎だった模様で、3年前にヘビに襲われて負傷した所を小学生だった悟に拾われ、フレンドリィ動物病院で治療を受けた後、そのまま悟の飼われることになった経緯がある。この一件で悟といろはが出会うきっかけとなり、結果的に自身が2人のキューピッドとなる。
悟のいろはへの恋心も認知しており、奥手な彼に呆れる様子も見せつつもその動向を見守っている。いろはと悟の初デートでは2人を尾行（ほぼストーカー）するメエメエを牽制し、「相手の幸せを願う、ダチってそういうもんだろ」と諭す。
こむぎといろはの秘密（こむぎが人間に変身できること、2人がプリキュアであることなど）は当初知らされていなかったが、自ら望んで悟に同行しプリキュアとガルガルの戦闘現場を目撃した。その後ユキが人間態を獲得し、まゆと共にプリキュアに覚醒したことも知る。ニコガーデンへはキラリンアニマルが全員揃った後に初めて来訪した。
スバルがニコダイヤの力を使おうとして暴走した際に砕けた鏡石の欠片を見て、自ら持つ願いを欠片に託すことで人間へと変身、悟とともにプリキュアたちのサポートに回る。ニコ達がニコガーデンに帰還した事に伴い力を失い元の喋れないウサギに戻るが、後に鏡石の力によりウサギの姿で人間の言葉を話せるようになる。

### ニコガーデン

#### 上層部
ニコ
声 - 植田佳奈
ニコガーデンを創設した人物で、メエメエの主。ニコガーテンのアニマルの中では最上位に当たるダイヤモンドユニコーンで、額に角、背中に翼を持つが、ザクロに現在の姿を「小さくなっちゃって」と嘲笑されていたことから、真の姿は別に存在することが示唆されている。他のアニマルにはない特殊な力も持ち合わせる。
皆から「ニコ様」と親しまれ、普段は自身もかわいらしい外見に違わず明るく軽いノリの持ち主で、一人称も「ニコ」と自分の名前で言うが、本来は威厳と厳格さも持ち合わせ、冷静に話すときは一人称は「わたくし」かつ敬語で話す。一方でメエメエが失態を犯したのを知っては烈火のごとく怒ったりもする。反面全ての命を慈しむ優しさの持ち主でもある。周囲の人物・動物（プリキュア4人・悟・メエメエ等）を基本的に呼び捨てにしている。
物語開始時点では行方不明になっており、メエメエがこむぎたちに捜索を依頼していた。ニコによれば、ガオウの襲撃に遭い、ニコガーデンの動物たちがガルガルにされたが、自らの力で卵に変えて封じたものの、この力を使い果たしたことで消滅したという。
キラリンアニマルが全員揃った直後にユニコーンの角が付いた卵の姿で降臨し、メエメエが保管しようとするも、いろはの部屋に転移してしまう。後に卵が割れて復活する。
プリキュアたちがガオガオーンに敗れたのを見て、鏡石＝ニコダイヤから生み出されたその力を取り上げ、本来の力を取り戻してガオウと対峙する覚悟を決める。しかし、何度も立ち上がり懸命に戦うプリキュアの姿、メエメエからの説得、さらにキラリンアニマルやニコアニマルの応援している状況を受け、プリキュアたちにダイヤモンドリボンキャッスルの力を貸し与え、協力するようになる。あわせて「やることがある」としてそのままアニマルタウンに留まり、いろはの両親の許諾を得て犬飼家に居候することになった。ガオウたちとの戦いが終わった直後、人間界とニコガーデンは本来関わってはいけないとしてメエメエと共にニコガーデンに帰還する。
人ver
ニコが人間になった姿。初登場時はこむぎ達と栗原のやり取りを木陰から見つめており、ガオウと対峙した時に正体を明かした。
頭頂部に金色の角を持ち、一部を水色に染めた菫色のロングヘアの女性の姿をしている。虹色のリボンとプリキュア4人のイメージカラー（ピンク・紫・青・緑）のフリルが付いたカチューシャを付けている。瞳のデザインは変身後のプリキュア達に似ているが虹彩が青・緑・黄色のグラデーションで瞳孔の色は赤。淡い菫色と薄ピンク色を基調としたロングドレスに水色のマントを羽織っている。この姿では常に理知的で威厳に満ちた口調で話す。
本人によれば人と動物たちが笑顔になった時に発生するエネルギー「ニコニコパワー」を得る事で一時的に変身できるようになったという。攻撃を防ぐシールドを張る等より強力な力を行使できるが、力を使いすぎると普段の姿に戻ってしまう。ガオウの位置を探知する際に力を暴走させてしまい、いろはとまゆを意図せず動物の姿にしてしまったこともある。演劇祭では湾岸第二中学校演劇部の劇の上演中にガオガオーンが出現したことに伴い劇を抜け出さなければならなくなったユキの代役を引き受けることになり、森の女神役として一般人の前に姿を見せている。
完全体
ガオウたちとの戦いが終息した際に見せた、ダイヤモンドユニコーンとしての真の姿。菫色を基調とした体毛に水色のメッシュが入った紫色の長い髪が特徴の巨大なユニコーンの姿をしており、翼を持たないが飛行可能。この姿でニコガーデンに帰っていった。
メエメエ
声 - 立花慎之介
ニコガーデン出身のヒツジのニコアニマル。ニコに仕え、普段はニコガーデンを管理する執事。首に赤いリボンを巻き、鼻眼鏡を着用している。
自分のことはできる執事であると思っているが、たまに抜けているところがある。一方でこむぎが学校に入学できるようにするなど有能ぶりを見せることもある。特技はニコガーデン特製のお茶を入れること。
一人称は「わたくし」。執事らしく常時敬語で話す。ニコとプリキュアたちを様付け、悟を君付け、大福とキラリンアニマルたちをさん付けで呼んでいる。
身体を触られるのを嫌がり、触りに来たこむぎとまゆを激しく拒絶している。
身体の中に物をしまえる機能があり、そこからこむぎの制服や庭師用の道具を出したことがある。また大きく息を吸い込んで身体を風船のように膨らますことができ、これでワンダフルたちに加勢したことがある（下記に詳細あり）。
ニコガーデンが荒廃した際に自身もガルガルにされて暴れていたが、ワンダフルに救出される。その後はプリキュアたちをサポートする役割を担う。
真面目で温和な性格であるが、こむぎやいろはが話を聞かなかったりルールに反することをすると「ダメェ〜！」や、「話を聞いてくださ〜い！」と叫ぶヒステリックな反応を示す。特にこむぎたちが話を聞かずに一方的に通信を切ったり帰ってしまうことは悩みの種にもなっているようで、悟にそのことに関する愚痴を吐こうとしている様子も見られる。
「ニコさまに叱られる」との理由でこむぎたちにプリキュアやニコガーデンを他言無用と口止めしていたため、悟にバレたときは激しく憤慨する。しかし、彼の決意を聞いて感動し協力を要請する。こむぎといろはにはまともに話を聞いて貰えないのに対し、悟は落ち着いて話を聞いてくれることから、それ以降は積極的に悟に話しかけており、スマートフォンで彼に通話することもある。悟には仲間以上の感情を抱いていたようだが、ニコに言われるまで悟がいろはに恋していることには気づいておらず、その事実にショックを受けており、結果的にいろはに悟の恋心をバラしてしまう失態を犯したり、いろはと悟の初デートを尾行したりなど2人の足を引っ張る行為をしていた。しかし「本当の親友なら相手の幸せを願うもの」という大福の言葉を受けて考えを改め、悟の恋を応援することにした。
まゆに事情がバレた時も当初は抗議していたが、悟に説得され、彼女にニコガーデンの案内を兼ねて仕事を手伝わせる条件で譲歩している。このことに関してこむぎといろはは「変身を見られてバレただけで言ってはいない」と主張している。さらにいろはの両親に事情を明かす形でいろはたちと口論になっている所を彼らに見られてしまったため、いろはの両親にも事情を説明したが、こむぎ・いろはがプリキュアであることは心配をかけさせるため伏せている。
上記のようにこむぎ達には秘密厳守を言っていたにもかかわらず自身は口が軽く、悟がいろはに告白することをうっかり彼に先んじて言ってしまい周囲を凍らせてしまった。これに関してニコが代わりに謝罪するが、悟は「告白するきっかけになった」と感謝している。
ニコガーデンに常駐しているため、普段は戦闘に関与していないが、キラリンアニマルたちが秘密裏に進めていたパーティーを自分のためだと勘違いしたことにより張り切り、プリキュアの戦闘に助太刀したことがある（戦闘終了後、実際にはプリキュアのために用意されたパーティーであることを知り落胆するも、自身の働きも労ってもらえた）。いろはと悟のデート中にガオガオーンが現れた際には意を決して身を乗り出し、大量のショッピングカートの下敷きになっていたワンダフルとニャミーを救出した。
「夏は暑いのが当たり前」と豪語していたが、アニマルタウンの猛暑を体感してバテてしまう。その後、剛に毛を刈ってもらい事なきを得る。
終戦に伴いニコと共にニコガーデンに帰還する事になったが、後にニコの許可を経て時々であれば人間界との行き来が出来るようになる。

#### キラリンアニマル
ニコガーデンに生息する動物型の妖精。全部で9体存在する。人間界の動物より小型かつファンシーな姿であり、背中に小さな羽根を持ち、額にそれぞれのイメージジュエリーがあしらわれている。ニコアニマルとは異なり人間の言葉を喋る事が可能であり、全員語尾に「キラ」と付ける。メエメエによれば「ニコアニマルの中でも特別な存在」。
それぞれが「キラリンハウス」を呼ばれる移動式の神殿を持ち、ニコガーデンの自然や建築物を修復させることが出来る。また動物の特性に由来した特殊能力も持っており、フレンドリータクトおよびアミティーリボンタンバリンを通じてプリキュアにその能力を授けることも出来る。
キラリンウサギ
声 - 松岡美里
ウサギのキラリンアニマル。体色はピンク色で、イメージジュエリーはハートのピンクトルマリン。
いつも笑顔の明るい性格。耳が非常に優れており、様々な音を察知することができる。プリキュアに授ける能力は「耳が良くなる」で、力を借りたプリキュアは双方にウサギの耳が付いたイヤホンを装着する。
ガルガルにされていた時は素早さと光線攻撃でワンダフルたちを苦戦させていた。しかし、居合わせていた悟のアドバイスにより浄化された。ガルガルから浄化直後は疲労困憊であったが、その後回復してニコガーデンの復興に貢献した。
キラリンペンギン
声 - 飯田友子
ペンギンのキラリンアニマル。体色はミントグリーンで、イメージジュエリーは滴のエメラルド。
少しクールな性格。寒い所を好み、氷の上を滑るのが得意。地面を凍らせて素早く移動することができる。プリキュアに授ける能力は「滑る」で、力を借りたプリキュアはペンギンの足のようなブーツを装着し、地面を凍らせることで滑走に加え、凍結させた土地の気温を下げる効果も得る。
ガルガルにされていた時は海を氷山にしてワンダフルたちを滑らせたり、猛スピードで氷上を滑ったり海を泳いだりと逃げ回っていた。しかし、キラリンウサギの能力を得たフレンディに捕獲され浄化された。キラリンウサギ同様にガルガルから浄化直後は疲労困憊であったが、その後回復してニコガーデンの復興に貢献した。
キラリンライオン
声 - 池田朋子
ライオンのキラリンアニマル。体色はオレンジで、イメージジュエリーは太陽のトパーズ。
優しく頼りがいある性格の兄貴分。素早く動くことができ、一瞬のスピードならば誰にも負けない。プリキュアに授ける能力は「素早くなる」で、力を借りたプリキュアはライオンの足のようなブーツを装着し、足の後部では火が燃えている。
ガルガルにされていた時は一度ワンダフルとフレンディを退け、それが原因で2人が仲違いとなった。その後苦しみから休息していた所にガオウに唆され再度暴れ出すが、仲直りした2人のプリキュア・フレンドリベラーレによって浄化された。
キラリンベアー
声 - 首藤志奈
クマのキラリンアニマル。体色はショッキングピンクで、イメージジュエリーは花柄のガーネット。
熱血漢でたのもしい性格。筋トレを趣味にしており、毎日欠かさずトレーニングを行っている。一人称は「オレ」で、やや荒っぽい口調で話す。プリキュアに授ける能力は「力が強くなる」で、力を借りたプリキュアは熊の手のような薄ピンク色のグローブを装着する。
見晴山で謎の声の命令により暴れていたところをワンダフルたちと対峙、筋トレの影響で2人を苦戦させるが浄化された。2人と遭遇する以前から額の宝石に傷があったが、昨晩戦った謎のプリキュア（ニャミー）によって付けられたことを証言している（浄化により額の宝石は修復された）。後にニコガーデンにやって来たユキがニャミー当人であることを一目で看破するが、彼女の様子を見て「悪い奴じゃないかも」と彼女を許している。
キラリンコジカ
声 - 嶋野花
シカのキラリンアニマル。体色は水色で、イメージジュエリーは八分音符のアクアマリン。
キラリンアニマルの中では最年少であり、明るく元気で人懐っこい性格。緊張しいなところもある。一人称は「ボク」。プリキュアに授ける能力は「ジャンプ力強化」で、力を借りたプリキュアはシカの角が頭に生え、シカの足のようなブーツを装着する。
ガルガルにされていた時は驚異的な俊敏さと跳躍力でワンダフルたちを翻弄していた。しかし、メエメエの作戦により捕獲され浄化された。
八分音符の形をした煎餅が好物で、上記の作戦でも使われた。自身でも焼き、ユキとまゆの歓迎会で振る舞った。
他のキラリンアニマルたちとかくれんぼに興じている時にニコガーデンに来ていたユキに遭遇し、ガルガルにされていた時の苦悩を打ち明け、結果的に彼女の考えを改めるきっかけを作った。
キラリンハムスター
声 - 和久野愛佳
ハムスターのキラリンアニマル。体色は紫色で、イメージジュエリーは稲妻のスピネル。
少し生意気かつ負けず嫌いでやんちゃな性格。穴を掘るのが得意。プリキュアに授ける能力は「小さくなる」で、力を借りたプリキュアはハムスターの耳が生え、側頭部に紫色の稲妻のスピネルを装着し、自分の身体を縮小できる。
ガルガルにされていた時は自分の身体を伸縮自在に変化させたり他者の身体を縮小する能力を持ち、ドングリを頬張って砲撃として用いていた。その能力でプリキュアを苦戦させ、特に自分を傷つけたニャミーを重点的に攻撃したが、まゆが覚醒したリリアンによって浄化された。
キラリンキツネ
声 - 斎藤千和
キツネのキラリンアニマル。体色は黄色で、イメージジュエリーは三日月のシトリン。
皆を楽しませることが大好きなエンターテイナーで、マジックを得意とし、周囲を楽しませるため色々なことを考えている。プリキュアに授ける能力は「変化する（擬態）」で、力を借りたプリキュアはキツネの尻尾が生え、指でキツネのサインをとって別のプリキュアの姿を変えることができる。
ガルガルにされていた時はすばしっこく逃げ回り、逃げ回った先で消防車や大木に変化して抵抗するが、力を使い果たし倒れる。直後、謎の力によって力を増したことによって頭の宝石から光線を発射し攻撃するも、リリアンのリリアンネットによって防がれ、さらにニャミーとリリアンが放ったプリキュア・アミティールミエールで浄化された。
キラリンパンダ
声 - 喜代原まり
パンダのキラリンアニマル。体色は青色で、イメージジュエリーは四つ葉のクローバーのサファイア。
おっとりかつマイペースな性格で、動きがゆっくりしている。眠そうな表情をしていることが多く、昼寝を一番好む。プリキュアに授ける能力は「相手を眠らせる」で、力を借りたプリキュアはパンダの耳が付いたメガネをかけ、レンズから光線を出して相手を眠らせることができる。
ガルガルにされていた時は巨大な姿で湾岸第二中学校の校庭に落下したまま寝てしまい、そのいびきによって、眠くなると余計に動き回るこむぎ以外の人々を眠らせてしまう。こむぎがいろはたちを起こして変身するも、眠くてまともに対峙できないワンダフル以外のプリキュアのみならず、寝相の悪さでワンダフルをも苦戦させる。しかしパンダがタイヤで遊ぶ夢を見た悟の寝言からヒントを得たニャミーがキラリンキツネの能力でワンダフルをタイヤに変えて遊ばせて、体力を使わせたのち浄化した。
キラリンスワン
声 - 廣原ふう
ハクチョウのキラリンアニマル。体色は薄紫色と白で、イメージジュエリーは菱形のアメジスト。
高貴かつ優雅な性格で、美しいものを追求している。一人称は「わたくし」で、お嬢様言葉で話す。特技はバレエ。プリキュアに授ける能力は「空を飛べるようになる」で、力を借りたプリキュアは背中に白鳥の翼が生えることで飛行可能になる。
アニマルタウンの七夕祭りの日に現れ、祭りを襲撃した後、本来の性格から星空の映る山奥の湖に居座る。キラリンコジカの能力を借りたニャミーの陽動に嵌まり、リリアンのリリアンネットで拘束された後、ワンダフルとフレンディのプリキュア・フレンドリベラーレで浄化される。彼女をもってキラリンアニマルは全員元の姿に浄化された。
悟がいろはに告白する特訓として、彼に求愛ダンスを伝授する。

#### ニコアニマル
ニコガーデンに住む動物たち。元々人間界の住人であったが、ニコと共にニコガーデンに移り住んでおり、そこで独自の進化を遂げた。そのため、現代の人間界では絶滅した動物も生息している。種族を問わず「ニコ」と鳴き、人間の言葉を喋ることはできないが、人間界の動物と意思疎通することはできる。キラリンアニマルと同様、本編冒頭で多くの者たちがガルガルにされてしまったが、プリキュア達の活躍で全員が救出された。

### ガオウたち
本作品におけるプリキュアの敵対勢力。遠吠神社にあるオオカミの石像がある社をアジトとしている。当初はガルガルを操る声のみの存在で敵組織が明らかにされていなかったが、ニコの復活に伴い敵組織の存在や首謀者であるガオウの正体も明らかになった。
彼らの正体はかつて人間に住処を追いやられて絶滅させられたオオカミたちであり、そのためガオウたちをはじめ構成員たちは人間に強い憎しみを抱いており、ガルガル・ガオガオーンを使役して人間の世界を破壊しようと目論んでいる。

#### 首領
ガオウ
声 - 大塚剛央
本作品における事件の首謀者。遙か昔アニマルタウン周辺にいたオオカミの群れの首領で、オオカミを絶滅させた人間たちを憎む。一方で人間以外の動物には寡黙であるものの比較的優しく、動物達からも懐かれている。
青い目のアイマスクと和装に身を包んだオオカミ型獣人の男性の姿をしており、不思議な力がある宝玉を持っている。正体が判明する前はオオカミのシルエットで描かれていた。一人称は基本的に「われ」だが、モノローグ並びに年明けのアニマルタウンへの侵攻以降では「オレ」を使っている。また、後述の本物の一人称は「わたし」である。
ニコガーテンを襲撃した際、キラリンアニマルやニコアニマルに闇の力を放ってガルガルへと姿を変え、その声で支配し人間の世界を破壊するよう命じる。またニコが復活した際には、ザクロとトラメの魂を呼び寄せて復活させプリキュアを排除するように命じる。ハロウィンの時期に力を取り戻して復活し、プリキュア達と対面して宣戦布告する。年明けにオオカミ型のガオガオーンを量産し、本格的にアニマルタウンへの侵攻を開始する。ニコと対峙して彼女から力を奪うが、ニコの反撃を受けてアイマスクが割れ、正体が露見する。
スバル
声 - 大塚剛央
本作品の真の黒幕。150年前に生きていた人間であり、鏡石神社に置かれていた日誌の著者でもある。実は本物のガオウは現代に蘇ったわけではなく、スバル本人がガオウの力を借りて変貌していただけに過ぎなかった。
黒い短髪に同色の瞳の青年で、服装はガオウのものをそのまま着用している。生前は青い和服を着用していた。力をたぎらせると髪が青いロングヘアとなって瞳が青く光り、目の下に青い紋章が浮かぶ。一人称は「オレ」だが、日誌では「私」を使っている。
遠吠山で怪我をしていたオオカミを助けたことがきっかけでオオカミ達と仲良くなる。特に群れの頭領だったガオウとは親友であり、彼を唯一無二の友としていた。最後まで人間とオオカミの共存を訴えるが、現地の村人達には聞き入れられず、オオカミ達を殲滅される。人間への憎悪を抱えたまま死去していたが、現代でガオウの姿となって蘇る。
ニコから奪った力でアニマルタウンを草木が茂る環境に変貌させた後、鏡石の力と合わせて本物のガオウの復活を図ったが、ニコからそれは実現不可能であることを知らさせると、鏡石を破壊し、怪物態に変貌する。プリキュア達に浄化された後、現世に現れたガオウと再会し、謝罪と「大好き」の気持ちを伝える。最後はトラメを含むオオカミ達の魂に迎えられ、ガオウ・ザクロと共にあの世に旅立つ。
怪物態
スバルがニコダイヤの力を自らに刺し込み変貌した姿。白い仮面を付けた巨大なオオカミ型の怪物の姿をしており、その素顔は上半分が人間、下半分がオオカミのもので、腰部に腰帯を巻いている。基本的に四足歩行だが、後ろ足での起立も可能。人間の世界を滅ぼすべく暴れまわるが、ワンダフルを昏倒させたことでガオウの最期がフラッシュバックして錯乱してしまい、腰帯で自らの身体を締め付けた上に頭部から火花が噴き出るようになり、やがてニコダイヤの力が暴発し、卵型の巨大な闇に覆われる。昏睡時にガオウと対面したワンダフルからガオウの気持ちを伝えられたことで涙を流し、プリキュア達のプリキュア・エターナルキズナシャワーにより生前の姿に戻される。
ガオウ（狼）
声 - 高橋伸也
アニマルタウン周辺にいたオオカミの群れの首領で、青い毛並みが特徴。スバルとは種族を超えた強い絆で結ばれていたが、村人達によりオオカミの駆逐が実行された際、スバルを庇って銃撃を食らい、命を落としてしまう。
現代ではハロウィンの日にガオガオーンにされかけたこむぎの意識の奥底に現れ遠吠えを上げる。その後、スバルに攻撃され昏睡していたこむぎの意識の中で再会する。スバルが浄化された直後、現世に降臨して彼に再会。鏡石の力で人間の言葉を話せるようになり、スバルに自分の気持ちを伝える。一人称は「わたし」。

#### 幹部
ザクロ
声 - 中原麻衣
ガオウの仲間の1人で、メスのオオカミ。オオカミとしては黒い毛並みに赤毛が混じった姿で、人間態はくノ一のような和装をした妖艶な女性の姿で簪に宝玉がある。生前は紅色の毛並みが特徴のオオカミの姿をしていた。一人称は「あたし」。
ガオウに魂を呼び戻され、遠吠神社のオオカミ像に入って復活を遂げた。
普段は攻撃的な姉御のような口調だが、ガオウに恋心を抱いている乙女な性格でその妄想も激しい。人間に絶滅させられた怨みから人間と動物は元々敵同士だということをわからせるべきだと考えており、破壊活動も大事な勉強と解釈する非情な一面を持つが、その一方でガオガオーンを止めようとする動物たちに動揺するなどオオカミ以外の動物たちにも多少の仲間意識はある模様。トラメとはガオウへの手柄を巡って低レベルの張り合いをすることもしばしば。復活当初からガオウの正体は把握しており、人間でありながらオオカミ達を大切に想っていたスバルには特別な感情を抱いている。
まゆにガオウに贈ろうと考えていた編み物についてアドバイスを受けたり、Pretty Holicに飾られたクリスマスツリーに見惚れる等、プリキュア達との戦いを重ねるにつれて心境が変化し、あくまでガオウに従いつつも人間への復讐が彼の幸せに繋がるのか疑問を抱くようになる。最終決戦でオオカミと友達になる意志を曲げないプリキュア達に折れて改心し、オオカミのガオガオーン達と共にプリキュア・エターナルキズナシャワーを受けるもプリキュア達の意向で自分だけ浄化されず、スバルを止めるために共闘する。スバルが浄化された後、生前の姿に戻り、プリキュア達に感謝を伝えてあの世に旅立つ。
ガオガオーンを召喚する際には目をつけた動物に対して「獣たちよ！闇をまとって吼えなさい!!」と力を注ぎ誕生させる。
トラメ
声 - 松井恵理子
ガオウの仲間の1人で、オスのオオカミ。オオカミとしては黄色の毛が混じった黒い狛犬のような姿で、人間態は忍者のような和装をした目つきの悪い少年の姿でもみ上げの部分に宝玉がある。生前は黄土色の毛並みが特徴の幼いオオカミの姿をしていた。一人称は「オイラ」。
ザクロ同様ガオウに魂を呼び戻され、遠吠神社のオオカミ像に入って復活を遂げた。
見た目相応の少年のような活発的な性格で、面白いことを好み、プリキュア達との戦闘も「遊び」ととらえている。ザクロとは折り合いが悪く、手柄を巡っていがみ合いをする仲。知能はあまり高いとは言えず、数字は3までしか数えられない。オオカミ以外の動物たちにも多少の仲間意識は持ち合わせており、お鶴と遭遇した時にフクの危篤を知らされ、ガオガオーンの動きを止めている。
全てのニコアニマルが救出された後はガオガオーンが召喚できなくなり、自らプリキュア達と追いかけっこで遊び、プリキュア達と仲良くなる。人間への怨念が無くなったことで現世に留まることができなくなり、自らの要望でプリキュア・エターナルキズナシャワーを受けて成仏する。残された遠吠神社のオオカミ像は元の位置に戻された。スバルが浄化された時は生前の姿をした魂として現れ、他のオオカミ達と共にスバル達を迎えに来る。
ガオガオーンを召喚する際には見つけたガルガルの卵に対して「闇を纏いし黒き獣よ、吼えろ!!」と力を注ぎ誕生させる。

#### 怪物
ガルガル
声 - 高橋伸也
本作の敵となる怪物。動物が闇に包まれているような姿をしていて、赤い目のアイマスク、肢に付けられた鉄枷、棘状の尻尾が特徴。素体がキラリンアニマルの場合は加えて額にイメージカラーの亀甲柄をした宝石が埋め込まれている。「ガルガル！」と発声することからこむぎによって名付けられた。
ニコガーデンに住んでいた動物たちがガオウの闇の力によって変貌した姿で、その彼らが黒い卵に変化しそこから孵化するような形で生み出される。孵化すると動物たちが感知できるほどの禍々しい気配を発し、暴れるたびに黒い霧をまき散らす。
プリキュアによって心を浄化されると元の動物の姿に戻り、戦闘などで受けた怪我も完治するが、ガルガルに変化した影響によるダメージは残り、ニコガーデンに連れて療養させる必要がある。
アニマルタウンの住民からは噂程度にその存在を認識されている。
ガオガオーン
声 - 高橋伸也
ザクロ・トラメが使役する強化形態のガルガル。2人が動物達に自身の闇の力を注ぐことによって誕生し、ガルガルの卵（ニコアニマル）のみならず人間界の動物達も対象であり、プリキュア変身者のこむぎも例外ではないが、キラリンアニマルは既に全員救出されたため含まれない。アイマスクに二対の突起が付き、召喚者の色を模したような爪のようなもの、炎のような形をした尻尾が特徴。「ガオガオーン！」と発声することから、その鳴き声をこむぎに指摘されたトラメによって名付けられた。
通常のガルガルとは比べ物にならないくらい大きく上回る戦闘能力を持っている。プリキュア達の従来の浄化技（プリキュア・フレンドリベラーレとプリキュア・アミティールミエール）は通用せず、ダイヤモンドスタイルで放つ「プリキュア・エターナルキズナシャワー」でなければ浄化は不可能。
ガルガルと同様にプリキュアによって心を浄化されると元の動物の姿に戻り、戦闘などで受けた怪我も完治するが、ガオガオーンに変化した影響によるダメージは残り、ニコアニマルはニコガーデンに連れて療養、人間界の動物達はニコの力によって元気にさせる必要がある。

### プリキュアの家族

#### 犬飼家
剛も陽子もこむぎといろはの事情を把握していなかったが、こむぎが人語を話す様子を受け入れ、さらにメエメエからのプリキュアに関することを除いた事情を聞かされたことで理解するようになった。
犬飼 剛（いぬかい つよし）
声 - 白熊寛嗣
いろはの父。妻と共に「フレンドリィ動物病院&サロン」を経営、トリマーを務めている。
筋骨隆々で逞しい体格をしている。声も野太いためかつては動物に懐かれにくかったが、陽子のアドバイスを受け、声を高くして柔らかい口調にする「スマイルボイス」を編み出すことで克服し、動物達との接客に用いている。家事が得意で、得意料理は餃子。
いろはと悟が恋人同士になったのを初デート時に知り慌てふためく。その後「悟くんはいい子だしお似合い」と納得するが、一方で「整理つくまでもう少し時間が必要…」と寂しさも醸し出す。
犬飼 陽子（いぬかい ようこ）
声 - 小平有希
いろはの母で獣医師。容姿はいろはに似ている。
いろはがニコガーデンの件を告白する前に、彼女の言動から「何かを隠している」と察知していた。
悟がいろはに好意を持っているのを前から知っており、いろはが彼に告白されて困惑していたのを見て自身が剛に告白したと話す。そして「剛くんは楽しいし、ずっといたいと思った特別な存在」と述べ、友情と恋愛の「好き」の違いを教える。

#### 猫屋敷家
猫屋敷 すみれ（ねこやしき すみれ）
声 - 斎藤千和
まゆの母。アニマルタウンにてコスメショップ「Pretty Holic」を経営している。
容姿はまゆに似ており、髪型はボブ。おっとりした性格。気持ちが高まると「ニャニャ～ン」と口ずさむ癖がある。
幼少期のまゆからプレゼントされたリリアンブレスレットを宝物として保管し続けている。
貴行から旅先の衝撃的な写真を送り続けられたため、多少のことでは動じなくなっており、七夕祭りの日の朝にユキから人語を話せることや人間態を得たことを打ち明かされた際も内心では驚いていたものの、全く動揺することなく直ぐに受け入れている。
ツチノコ大捜索大会では「オシャレしてツチノコに会ってもらいたい」と考え「Pretty Holic」の屋台を出すなど、商魂たくましい一面もある。
猫屋敷 貴行（ねこやしき たかゆき）
声 - 福田賢二
まゆの父で写真家。動物に関する調査で海外を巡っているため、まゆ達とは別居しており、テレビ電話で通話している。
写真展を開くため、アニマルタウンに一時帰国する。展示会開催中に鷲尾から毎年アニマルタウンで配布しているカレンダーに使う動物写真の撮影依頼があり、快く承諾する。
すみれからユキが人語を話せることや人間態を得たことを聞かされており、ユキの人間態を初めて見たときは感激するとともに人の姿でも美人だと評している。

### アニマルタウン
お鶴、お亀、お鹿（おつる、おかめ、おしか）
声 - 相川奈都姫（お鶴）、喜代原まり（お亀）、小平有希（お鹿）
Pretty Holicの常連客の老齢マダム3人組。いろはと悟をちゃん付けで呼んでいる。
3人とも学生時代からの付き合い。お鶴は少女時代に鈴という犬を飼っていたが、高校生の時に亡くなり、それ以来再び悲しい思いをしたくないと動物を飼ってこなかった。だが、譲渡会で懐いてきたフクと出会ったことでフクと暮らすようになる。
フク
声 - 斎藤千和
お鶴の飼い犬で、18歳以上の長寿犬。元々は保護犬で、譲渡会に参加したお鶴に懐いて飼われることになった。いろはとも彼女の幼少期からの付き合いであった。
お鶴に飼われてから丁度18年を迎える日にお祝いパーティーが企画されたが、当日に体調が急変し、夕方にお鶴の膝の上で息を引き取る。遺骨は鏡石神社の供養塔に納められた。
えま
声 - 嶋野花
こむぎといろはが早朝に散歩中、海岸沿いで出会った少女。最近飼い始めたポメラニアンのポンを母親（声 - うえだ星子）と一緒にリードをつけて散歩させていたが、ポンが歩こうとせず苦悩する。いろはと剛から「最初は外とリードに慣れてもらうこと。リードは信頼の証だから」とアドバイスを貰う。
その後いろはと悟が初デート中に再会し、そこでポンと楽しそうにリードをつけて散歩する姿を披露する。
犬束（いぬづか）
声 - 行成とあ
動物病院の常連客でドッグトレーナー。ボーダー・コリーのウィットとともにアジリティを行っており、こむぎといろはに手ほどきする。
鷲尾（わしお）
声 - 高木渉
アニマルタウンの町長。「ツチノコ大捜索大会」を主催しつつ、自らが一番ツチノコ捜索を楽しみにしている。
さくら
ふれあいパークで飼われている老齢のメスのゾウ。いろはの両親が小さい頃から園内で暮らしており、優しい性格で他の動物たちからも好かれている。
いろはが幼い頃に出会ってから大好きなゾウでもあり、この時いろはは最初怖がっていたのが、さくらが鼻でいろはの頬をなでたことで心が通じ合ったという経緯がある。
ザクロの力によってガオガオーンにされ暴れだし、プリキュアたちを圧倒してしまうが、さくらを慕う動物たちが前に立つことで心に訴えかけることでようやく大人しくなり、プリキュアたちが浄化して元の姿に戻った。

#### 私立湾岸第二中学校
大熊 みつ子（おおくま みつこ）
声 - 飯田友子
いろはのクラスメイト。お団子状のシニヨンの髪型が特徴。実家は牧場を経営し、自身も動物の飼育や場内の案内などを手伝っている。
蟹江 七海（かにえ ななみ）
声 - 嶋野花
いろはのクラスメイト。髪型はツインハーフアップで、制服はブラウスの裾をベストから下げており、こむぎ同様キュロットスカートを着用している。怖い話が苦手。
生物部に所属し、カニが好きなことからサワガニ2匹に「ズワイくん」と「タラバちゃん」と名付けて飼育している。
猪狩 勝（いかり しょう）
声 - 小松昌平
いろはのクラスメイトで、サッカー部に所属する少年。
サッカー部の朝練習でこむぎにシュートを止められ、その後体育の授業でもゴールキーパーとなった彼女に全てのシュートを悉く止められてしまい、彼女にライバル心を抱くようになる。彼女にサッカー部への入部を勧めたが、断られた。
牛込（うしごめ）
声 - 和久野愛佳
いろはのクラスメイト。
猿渡（さるわたり）
声 - 池田朋子
いろはのクラスメイト。鏡石の輝きを目撃した蟹江をからかう。その後も蟹江とは何かと対立しており、二人のやり取りは大熊により「さるかに合戦」と揶揄されている。
烏丸（からすま）
声 - 首藤志奈
いろはのクラスメイト。セミロングの黒髪を紫色のリボンで結んでおり、メガネをかけている。制服はキュロットスカートを着用。実家は鏡石神社で、巫女として家の手伝いもしている。
狐崎（きつねざき）
声 - 井上遥乃
いろはのクラスメイトで、演劇部部長。劇の脚本も手掛けている。
転入したユキに対して演劇部にスカウトしたが断られる。その後、アニマルタウンの演劇祭に出演するにあたり、ユキに出演を依頼する。演劇祭では「ロミオとジュリエット」を上演する予定だったが納得できず、悩んでいた時に烏丸が持ってきた日誌にインスピレーションを受け、人間と狼の交流をテーマにした新たなシナリオを書き上げた。
狸原（たぬきはら）
声 - うえだ星子
いろはのクラスメイトで、演劇部所属。狐崎と共にユキを演劇部に勧誘していた。その後、ユキに演劇祭で披露する劇への出演を依頼している。
馬場園 清（ばばぞの きよし）
声 - 高桑満
2年1組の担任教師。担当教科は数学。馬術部の顧問も務めている。
こむぎの「ワン！」という声を聞いて驚いていた。

### その他の人物
知覧 友真（ちらん ゆま）
声 - 廣原ふう
まゆが以前通っていた学校での同級生で、おっとりとした性格。こむぎといろはから「まゆと雰囲気が似ている」と言われる。
「こてつ」という名前のチンチラを飼っている。
まゆとは良き親友だったが、ある日刺繍を施したハンカチを渡し合おうと決めた際、彼女が刺繍に集中する余り話し掛けたが気づかれず無視されたと認識し、これが原因で誤解を生みそのまま疎遠になった。その後彼女が自身に話しかけようとしていたことは知っていたが、彼女に嫌われたのではないかと誤解して逃げ出してしまったことを告白している。
現在はアニマルタウンの隣町に住んでいる。こてつの診察で母親（声 - 石田嘉代）と一緒にフレンドリィ動物病院に赴いた際こむぎたちからまゆの情報を聞き、母親の計らいで仲直りすべくPretty Holicに立ち寄る。しかし彼女は物事に没頭してて自身に気づいておらず、以前のように無視されたと認識し店を後にする。帰路につこうとした時、ザクロに目をつけられこてつがガオガオーンに変えられてしまう。しかしプリキュアたちの活躍でこてつは元に戻り、その後まゆと対面してお互いに誤解を解いたことによって和解することができた（一連の経緯は猫屋敷まゆの項目も参照）。
栗原（くりはら）
声 - 飛田展男
かつてこむぎを「マロン」と名付けて飼っていた老人。現在は高齢かつ病気のため飼えなくなったことから、マロンをボランティア施設に預け、老人ホームで暮らしていた。
綾子からかつてのことを聞かされ面会に来たいろはとこむぎと話し、こむぎをなでつつマロン時代のことを語る。別れたくないいろはは栗原にこむぎと一緒にいたいと懇願したときにガオガオーンが出現、悟によって一時避難する。
ガオガオーンを助け出したあとにこむぎが人間の姿で抱きつき、かつてのことを思い出したことや感謝の言葉をかけられ、この少女がマロンであることを察し、いろはとこむぎの手を握っていろはの願いを聞き入れた（一連の経緯は犬飼こむぎと犬飼いろはの項目も参照）。
結城 綾子（ゆうき あやこ）
声 - はやみけい
様々な事情で飼い主が飼えなくなった・いなくなった動物を預かるボランティア団体「ハートフルアニマル」を運営している女性。たまたまフレンドリィ動物病院＆サロンを訪れたときにこむぎの姿を目撃し、2年前にケージから抜けだし行方不明になったマロンにそっくりだといろはたちに声をかける。

### ドリームステージのオリジナルキャラクター
エイラ
声 - 加藤英美里
ミュージカルショー「ドリームステージ」のオリジナルキャラクターで、エイリア星からやってきた宇宙人の少女。自身を「わらわ」、相手を「そなた」、語尾に「〜じゃ」とつけるなど、古風な口調が特徴。
ワヌワヌと共に地球に飛来し、こむぎたちと出会い仲良くなるが、交流するにつれこむぎたちに興味を示し、喋らず飼うのに飽きたワヌワヌに代わる新たなペットにすることを決める。
いろはたちと異なるペットの価値観で対立、ワヌワヌに着けた首輪を操作して襲おうとするも、ワヌワヌは制御が効かなくなり暴走してしまうが、エイラの歌に反応していたことことからワヌワヌにも心があることを気づかされ、また自分のペットに関する認識の間違いを改めることになった。
ワヌワヌ
声 - 高橋伸也
「ドリームステージ」のオリジナルキャラクターで、エイラが飼う犬型の宇宙生物。「ワヌワヌ」は名前ではなく種族で、「ワヌ」と鳴く。
エイラとともに地球にやってくるも、生物反応がガルガルと同じことからプリキュアたちと交戦、ニャミーとリリアンのアミティールミエールで浄化され、落ち着きを見せる。
終盤で首輪の制御が効かず暴走、凶暴化してプリキュアたちに襲いかかるが、こむぎが「ワヌワヌはエイラの歌に反応していたこと」に気づいたことから、歌うことでワヌワヌを止めにかかり、助太刀に来たキュアスカイとキュアプレシャスが暴走の要因となっている腕輪を破壊、さらにワンダフルたちも歌って心に訴えかけ、ワンダフルとフレンディのフレンドリベラーレで浄化、元に戻る。
最後、反省したエイラはワヌワヌに謝罪するとともに、改めて家族・友達としてのペットとして「ココロ」という名前を付けた。

### 他作品からの登場人物

#### クレヨンしんちゃん
野原しんのすけ、シロ
声 - 小林由美子（しんのすけ）、真柴摩利（シロ）
いずれも『クレヨンしんちゃん』のキャラクター。第16話にて登場。
ドッグランにいたところをいろはたちと出会い、仲良くなる。こむぎがうっかり喋ってしまったことでこむぎが普通の犬でないことを知るも、しんのすけ本人はむしろアニマルタウンの動物はすごいと納得して受け入れていた。後に実はしんのすけが勝手に歩き回って迷子になっていたことが判明し、いろはたちに別れを告げて両親の元へと帰っていった。

#### ひろがるスカイ!プリキュア
ソラ・ハレワタール
声 - 関根明良
虹ヶ丘 ましろ（にじがおか ましろ）
声 - 加隈亜衣
夕凪 ツバサ（ゆうなぎ ツバサ）
声 - 村瀬歩
聖 あげは（ひじり あげは）
声 - 七瀬彩夏
エル
声 - 古賀葵
いずれも前シリーズ『ひろがるスカイ!プリキュア』の登場人物。第32話にて映画公開記念として登場。ふれあいパークを揃って訪れる。エルは幼児と少女双方の姿で登場。
カイゼリン・アンダーグ
カバトン
バッタモンダー
ミノトン
いずれも『ひろがるスカイ!プリキュア』の敵組織・アンダーグ帝国の首領と幹部で、第32話にて1カットで背景キャラとして登場。バッタモンダーは紋田の姿で登場。

#### 魔法つかいプリキュア!
朝日奈 みらい（あさひな みらい）
十六夜 リコ（いざよい リコ）
花海 ことは（はなみ ことは）
モフルン
いずれも『魔法つかいプリキュア!』の登場人物。第32話にて1カットで背景キャラとして登場。

#### キミとアイドルプリキュア♪
キュアアイドル
声 - 松岡美里
シリーズ次作『キミとアイドルプリキュア♪』の主人公で、第50話にて変身後の姿で登場。
Bパートでは、フレンドリィ動物病院&サロンのドッグランでまゆたちが彼女のスマートフォンで視聴していた次作の挿入歌であるアイドルのキャラクターソング「笑顔のユニゾン♪」のステージ映像（後述および次作記事も参照）に登場したほか、本編終了後のCパートではワンダフルとのバトンタッチ映像にもプリルンとともに登場。
本放送翌週の2025年2月8日には本作品とシリーズ次作のコラボレーションによるキャラクターのバトンタッチLINEスタンプが配信開始された。
プリルン
声 - 南條愛乃
アイドルと同様に第50話のバトンタッチ映像に登場。

## プリキュアの設定
本作品におけるプリキュアは、「ニコガーデンに伝わる伝説の存在」として位置付けられている。ただし作中で伝説の詳細や過去の時代のプリキュアについては語られていない。
前記の通り、本作では人間以外の純粋な動物がプリキュア変身者に含まれている。それぞれ単独で変身可能だが、基本的にペットと飼い主のバディで行動しており、キュアワンダフル・キュアフレンディとキュアニャミー・キュアリリアンでは変身方法・使用アイテム・合体技などもそれぞれ異なるため、本項ではそれぞれ節を分けて説明する。
変身により超人的な身体能力を獲得する。敵に対して徒手空拳による直接的な打撃は行わず、暴走する敵を鎮静化させ、元に姿に戻すことを戦闘目的としている。第7話以前は浄化技を持たず、ガルガルを優しく抱きしめるだけで浄化していた。戦闘で生じた被害は戦闘終了後に自動的に修復され、黒い霧も消える。
第30話からはユキの提言により従来の2チーム制から4人一体で活動することになり、変身完了後、ワンダフルの「みんな一緒に！」の掛け声で4人が手をつなぎ、フレンディの「せーの！」の号令で4人揃って「わんだふるぷりきゅあ！」と名乗りを上げるようになった。立ち位置は左からニャミー・ワンダフル・フレンディ・リリアンの順で、ワンダフル・フレンディは立ち膝で犬のポーズをとり、その背後でニャミーとリリアンが手を繋ぐ。4人同時変身バンクは犬チームと猫チームのそれぞれがメインとなる2パターンが製作され、変身BGMも各々に応じて使い分けられる。
プリキュアの正体やニコガーデンの存在についてはメエメエから秘密と厳命されているが、こむぎといろはの隠し事が苦手な性格から一部の人物にバレてしまうこともある。ただし、一般人にはガルガルを目撃されることはあってもプリキュアの存在が認識される描写はされていない。

### キュアワンダフル・キュアフレンディ
犬飼家の犬（こむぎ）と飼い主（いろは）が変身するプリキュア。通称として「犬チーム」「犬組」等とも呼ばれる。
変身の際はワンダフルパクトを開き、コンパクト上部にある対応するリボン型のボタンを押した後、「プリキュア・マイ・エボリューション！」と唱え、コンパクト中央部を回し、「スリー！ツー！ワン！」と叫ぶと鏡が緑、青、赤の順番に光り出し、変身が開始される。変身時にはイメージカラーのリボンが体についたところでコスチュームに変化する。
第8話から各々の名乗り後にワンダフルとフレンディが腕を組んで「わんだふるぷりきゅあ！」と名乗るようになる。立ち位置は向かって左からワンダフル・フレンディの順。

#### キュアワンダフル
犬飼こむぎが変身するプリキュア。変身時の名乗りは「みんな大好き素敵な世界！ キュアワンダフル！ 一緒に遊ぼ♪」。イメージカラーはピンク。プリキュアシリーズ初の純粋な犬が変身するプリキュア。
第1話でいろはに襲いかかるヒツジ（メエメエ）のガルガルを見て彼女のもとへ吠えながら向かう途中で光りに包まれ、気づくと人間へ変態していた。そして、右手に持っていたワンダフルパクトを使いプリキュアに覚醒した。
髪色はクリーム色が一部に混じったピンク色の髪となり、変身前のパピヨンの耳を思わせる形状のツーサイドハーフアップにしており、王冠が付いたカチューシャを着用。瞳の色は紫に変わり、下部に水色のハイライトが加わる。瞳孔が黒から黄色に変わる（下記の3人も同様）。コスチュームはピンクを主体にしたパフスリーブのワンピースで、胸に紫色のリボンを付ける。手首にピンク色のカフス、脚は黄色と薄紫のボーダー柄のタイツにピンク色のショートブーツを履く。
元々高かった運動能力が増強され、アクロバティックな動きでガルガルを翻弄する。その一方で動物としての本能や性質が戦闘で足枷になり得るという弱点も持ち合わせており、それによって動きが鈍くなったり、フレンディ以上のダメージを受けてしまうこともある。
個人技
プニプニバリアー
犬の手を巨大化させた形状のバリア。対象に飛ばして攻撃を防ぐことが出来る。弾力性が強いため、対象へのダメージも少なく済む。

#### キュアフレンディ
犬飼いろはが変身するプリキュア。変身時の名乗りは「みんなの笑顔で彩る世界！ キュアフレンディ！ あなたの声をきかせて」。イメージカラーは紫。
第2話で単身ダチョウのガルガルに挑むワンダフルのもとへ走っていたとき、彼女を拾った日から現在までの思い出が走馬灯のように流れる。そして「こむぎとわたしは一心同体、だから一緒に戦う！」という決意からプリキュアに覚醒した。
金髪のロングヘアをお下げにし、先端を紫のリボンで結び、紫のハンチング帽が付いたカチューシャを着用。もみあげは変身前より短くなる。瞳の色は青色に変わり、下部にピンク色のハイライトが加わる。コスチュームは紫を基調としたノースリーブワンピースで、濃い紫色のケープを羽織り、ワンダフルとは対照的にピンク色のリボンを胸に付ける。手首に紫のカフス、脚は白いオーバーニーハイソックスと足甲部にハートの飾りが付いた紫の三重ストラップパンプスを履いている。
個人技
リボンバリア
リボンを具現化した形状のバリア。飛び道具を防ぐ。また、足場としても利用可能。
フレンディリボン
リボンバリアの応用技で、結んでいない状態のリボンを出現させ、敵に投げつけ絡めとる。

#### 合体技（ワンダフル・フレンディ）
プリキュア・フレンドリベラーレ
キュアワンダフルとキュアフレンディがフレンドリータクトを使用して発動する浄化技。ワンダフルは左手に、フレンディは右手に持って行う。
タクトの最下部のボタンを押し「ワンダフルをきみに！」と唱えると、フレンディにパピヨン犬の耳、ワンダフルに犬の尻尾が装着され、その後2人で「ワン！ワン！わーん！」と鳴く（この時、2人が手を繋ぐためタクトの持ち手がそれぞれ逆になる）。そしてタクトのボタンを下から上にスライドさせるように押し「ガルガルなこころ、とんでけー！」の掛け声の後に技名を唱えると、ピンクと紫の光がガルガルを球体状に包み込み、その球体をワンダフルとフレンディが抱きしめることで浄化が完了する。対象となるガルガルの至近にいる者も技を受けることになるが、大きな影響は受けない。

### キュアニャミー・キュアリリアン
猫屋敷家の猫（ユキ）と飼い主（まゆ）が変身するプリキュア。初期メンバーとして扱われているものの、制作発表時点で変身者は公開されず、登場時期も遅く、使用アイテムも異なる等、所謂「追加メンバー」の要素も含まれている。通称として「猫チーム」「猫組」等とも呼ばれる。
ワンダフル・フレンディとは異なり、変身の際はシャイニーキャッツパクトを開き、「プリキュア・マイ・エボリューション！」と唱えた後、メイクを施しながら変身していく。変身BGMも異なっており、独自のものが使用されている。変身時にリボンがコスチュームに変化するところはワンダフルたちと同じだが、こちらは長いリボンが体に巻き付いてコスチュームに変化する。
第21話から各々の名乗り後にニャミーが左手で猫ポーズしながら左前に立ち膝で、リリアンが右後ろに立ってポーズをそれぞれ取り、犬チームに倣い「ニャンダフルプリキュア！」と名乗るようになる。
上記の名乗りについて、同話でこむぎから犬チームの名乗りを提案されるがユキが「猫なのに『ワン』はイヤ」と難色を示す。そこでまゆが上記の名乗りを提案し、ユキも気に入ったため採用された。

#### キュアニャミー
猫屋敷ユキが変身するプリキュア。変身時の名乗りは「気高くかわいくきらめく世界！ キュアニャミー！ 仕方ない、構ってあげる」。イメージカラーは青。プリキュアシリーズ初の純粋な猫が変身するプリキュア。英字表記は「Cure Nyammy」。
変身の際は上記の掛け声の後、「ほっぺにきらめき！」と唱えてチークを塗りながらヘアスタイルが変わってソックス・パンプスを装着、猫があしらわれたスライドを回して「リップはキュートに！」と唱えてリップを塗りながらドレスとアームカバーを装着し、イヤリング・ヘアアクセサリー・スカートのリボンが装着されると変身が完了する。
第11話の終盤で初登場し、続く第12話でワンダフルとフレンディの前に現れる。その後は神出鬼没に登場していた。登場から暫く正体不明であり、キラリンベアーから存在が示唆されたもののメエメエも詳細を把握しておらず、前述のように自身も覚醒時点でニコガーデンとは無関係であった。第17話で子カルガモを助けたまゆに襲いかかるトラのガルガルの前に猫状態で立ちふさがり、彼女およびワンダフル、フレンディの前で人間態→ニャミーの順で正体を明かした。続く第18話でまゆに「家の近辺にキラリンベアーのガルガルが現れて、そしたら突然チャームが光ってパクトが誕生して、気がついたら人間とニャミーになっていた」と覚醒に至った経緯を語る。
銀髪のストレートロングヘアに猫耳を思わせる形状のピンクのリボンが付いた青い王冠をつけている。瞳の色は青色のままだが、下部に黄色のハイライトが加わり、ピンク色のリップを付けている。コスチュームは白を基調とし、青いラインが引かれたオフショルダーワンピースドレスであり、首に青いチョーカーを巻き、青いラインが付いたロングサイズのアームカバーを纏い、白のオーバーニーハイソックスと青色のパンプスを履いている。胸のリボンは青緑色。
まゆの守護が目的だったためガルガルを傷つけることを厭わず、徒手空拳や引っ掻きによる攻撃を行っていた上、彼女をガルガルの事件に巻き込んだワンダフル・フレンディを快く思っていなかったことから2人とは事実上の対立関係にあった。まゆがリリアン覚醒後も一匹狼を貫きチームに加わるつもりは無かったが、後に考えを改め湾岸第二中への編入を条件としてチームに正式加入した。
前述の通り浄化技を持っておらず、ガルガルの浄化はワンダフルたちに任せていた。その後、リリアンとの共闘を機に自身でも浄化できるようになった。ツチノコのガルガルに恐れ慄くなど、ワンダフル同様に動物としての本能や性質が弱点になることもある。
プロデューサーの髙橋によると、企画時点では夏の時期（第2クール中盤）にキュアリリアンと同時に登場する予定であったが、「ニャミーはすんなり気を許すタイプではないだろう」「第10話の辺りで山場が欲しい」という理由から、シリーズ構成の成田の提案で上記のような展開となった。
個人技
ニャミーシールド
猫の手を巨大化させた形状のバリア。ワンダフルのプニバリアーと同じ形状・性質のバリアーを張ることが出来るが、色は青色。

#### キュアリリアン
猫屋敷まゆが変身するプリキュア。変身時の名乗りは「結んで紡いでつながる世界！ キュアリリアン！ こわくない、こわくない」。イメージカラーは緑。名前は女性名の「リリアン（Lillian）」と手芸の「リリアン（Lily-yarn）」とのダブルミーニングであり、まゆが幼い頃すみれにプレゼントしたリリアンブレスレットに因んでいる。
変身の際はニャミーと同様の掛け声の後、「目元にきらめき！」と唱えてアイシャドウを塗りながら瞳の色と髪色が変わってワンピース・アームカバー・チョーカーを装着、「リップはキュートに！」と唱えてリップを塗りながらソックスとパンプスを装着し、サイドテールが編まれてシルクハットを被り、ワンピースのリボンとワンダフルパクトキャリーを装着して変身が完了する。
当初は第14話でこむぎといろはがプリキュアに変身するのを見て驚愕するが、悟から事情を聞いて理解しこむぎたちのサポート役を担っていた。その後第17話でニャミーの変身者がユキだと知り、そして第19話でキラリンハムスターのガルガルの攻撃により小さくなったニャミーを見て「わたしがユキを守る！」という決意からプリキュアに覚醒した。
容姿は水色に近いミントグリーンを基調としている。髪色はこげ茶色からミントグリーンへと大きく変化し、向かって右側のサイドテールが変身前より大きくなり、猫耳風のピンク色のリボンが付いた基調色のシルクハットを付けている。瞳の色は変身前より紫がかった紅紫色となり、下部に黄緑色のハイライトが加わり、紫のアイシャドウも塗っている。コスチュームはメンバーで唯一アシンメトリーのオフショルダーワンピースであり、指し色としてピンクが用いられ、首にはニャミーと同じ青いチョーカーを巻き、胸にはニャミーと対照的に青色のリボンをつける。ミントグリーンのラインが付いた白いアームカバーに、基調色のオーバーニーハイソックスとパンプスも着用する。
猫とバレエをモチーフとしたしなやかな身のこなしでガルガルと対峙する。初戦では第6話までのワンダフル・フレンディと同様、浄化技を使うことなくガルガルを浄化した。
個人技
リリアンネット
蔦を具現化し、花の形状のネットを張る。ガルガルの攻撃を防いだり、落下などの衝撃を和らげることができるほか、相手の捕獲にも用いられる。時間をかけて網目を細かくし、強度を上げることも可能。

#### 合体技（ニャミー・リリアン）
プリキュア・アミティールミエール
キュアニャミーとキュアリリアンがアミティーリボンタンバリンを使用して発動する浄化技。ニャミーは右手に、リリアンは左手に持って行う。
タンバリンにあるハートのボタンを押し「ニャンダフルをあなたに！」と唱え、その後2人が左右分かれてハート型にスケーティングしながらニャミーが顔の右横で、リリアンが頭上→左腰の順にタンバリンを叩く。そしてタンバリンを頭上に掲げながら「ニャン！ドゥ！トロワ！ ガルガルなこころ、さようなら！」の掛け声の後にニャミーが1回叩いたのちリリアン→ニャミーの順でジャンプ後に技名を唱えるとオーロラ状の光がガルガルをハート型の空間に包み込み、それが弾けることで浄化が完了する。

### ダイヤモンドリボンスタイル
ダイヤモンドリボンキャッスルを使うことにより変化する強化フォーム。ニコの力でダイヤモンドリボンキャッスルを開けることにより変化する。
コスチュームは白を基調としたオフショルダードレスとなり、胸に4人のイメージカラー（ピンク・紫・青・緑）があしらわれたダイヤモンドリボンを着ける。スカートには鳥の羽を模したフリルが追加され、左右両端が長い。手にはカフス（ワンダフル・フレンディ）やアームカバー（ニャミー・リリアン）の代わりにリボンのついたリストバンドを着け、白いニーハイロングブーツを履く。ヘッドセットには翼の付いた卵の飾りと虹色の羽根が付くが、ワンダフル・ニャミーとフレンディ・リリアンでは配置が左右対称であり、前者は向かって左側に卵の飾り、右側に虹色の羽根が配置されているのに対し、後者はその逆となる。
ニコが「ニコの力をみんなに！」の掛け声を発するとダイヤハートキーが現れ、4人で「ひらけ！ニコエボリューション！！」と唱えてワンダフルがキーをダイヤモンドリボンキャッスルにセットすると蓋が開き、変身が開始される。
キュアワンダフル
コスチュームが白基調になり、スカートのリボンやロングブーツの飾りに紫のハートの飾りがあしらわれる。
キュアフレンディ
コスチュームが白基調になり、スカートのリボンやロングブーツの飾りにピンクのハートの飾りがあしらわれる。
キュアニャミー
スカートのリボンやロングブーツの飾りにミントグリーンのハートの飾りがあしらわれる。メンバーでは最も通常フォームからの変化が少ない。
キュアリリアン
スカートが通常フォームと同じくアシンメトリーのため、左右両端のフリルも向かって右側が左側に比べて長く、フリルのボリュームは比較的少なめとなっている。スカートのリボンやロングブーツの飾りに水色のハートの飾りがあしらわれる。

#### 合体技
プリキュア・エターナルキズナシャワー
ダイヤモンドリボンスタイルによる浄化技。
ワンダフルとフレンディが互いのダイヤモンドリボンに触れ、「も～っと友達！」の掛け声でニャミー・リリアンと手をつなぎ、技名を唱えると現れる巨大な泡が無数に分裂し、シャワー状に放たれてガオガオーンを包み込んで浄化する。浄化完了後はキャッスルの蓋が閉じ、ワンダフルがキーを取り出す。
ニコが人間の姿に変身できるようになると、技名を唱えた時にニコが人間の姿に変身し、彼女の吹いた泡がガルガルを捕捉して浄化し、ニコを含めた5人で手をつなぐ描写に変更されている。スバルを浄化する際はニコが全編人間の姿となり、終盤でニコを含む5人の顔が映し出されるカットが入る描写となった。

### 関連アイテム
ワンダフルパクト
キュアワンダフルとキュアフレンディが変身に用いるコンパクト型アイテム。アニマルタウンの鏡石から生成されており、ワンダフル用は海浜公園に転がっていた鏡石の石ころが彼女の想いに呼応する形で変化し、フレンディ用はいろはの想いに呼応して鏡石の本体から直接生成された。
変身前・変身中ともワンダフルパクトキャリーに収納され左腰に装着される（制服時を除く）。
こむぎが犬形態から人間態へ変身する際と、人間態から犬形態へ戻る際にも使用される。両形態ともコンパクトに向かって2回まばたきを行い、その後「ワン！」と吠えることで変身する。犬形態では丸いブローチに変化し首元に携帯される。
キラニコトランク
キラリンアニマルを回収したり、ニコガーデンへ行くためのトランク型アイテム。通常時は手のひらに収まる位のサイズであるが、持ち手を押し込むことで開くとともに大きくなる。ニコによれば本来は緊急用のアイテム。
アニマル回収時にはフレンディまたはリリアンが「おいでおいでー」（後者は「おいで」）の掛け声でトランクを振って中のベルを鳴らして呼び寄せたのち、トランクを開けて巨大化させ、ワンダフルまたはニャミーと共に「おうちに、おかえり」と諭してアニマルがトランクの中に入っていくバンク映像が使用される。
フレンドリータクト
キュアワンダフルとキュアフレンディが技を使う時に用いるタクト型アイテム。ワンダフルが海に落下しそうになり、フレンディが手を差し伸べたときにワンダフルパクトから普段使っているリードが出現、2人が手をつなぎ合わせたことでリードが変化し誕生した。これを使うことでキラリンアニマルがそれぞれ持つ固有能力を借りて使用することができる。
ただし使用者が焦りなどで動揺していると、キラリンアニマルの能力を発動できないという欠点がある。これが元でフレンディが使えるのにワンダフルが使えないという事態が発生、さらに図らずともこむぎのお気に入りのリードが失われた形になっているため、こむぎといろはが散歩を巡って喧嘩する原因にもなってしまう。その後、こむぎがプリキュアとしての意義を再確認したことにより2人同時に使えるようになり、さらに浄化技も発動できるようになった。
キラリンアニマルの力を借りるには、タクト最下部のピンク色のリボン型のボタンを押し、「ワン！ワン！ワンダフル！」の掛け声でハートを描いた後、「ヘルプ！キラリンアニマル！」と唱え、タクトのボタンを下からスライドさせるように押して再度ハートを描き、アニマルの名前を唱える（記述はワンダフルの場合。フレンディも手順はほぼ同じだが、最初にタクトの下から2番目の紫のリボン型のボタンを押し、「フレ！フレ！フレンディ！」と叫び、2回目のハートを描いた後に2回ステップを踏む点が異なる）。
シャイニーキャッツパクト
キュアニャミーとキュアリリアンが変身に用いるコンパクト型アイテム。元は第10話でまゆがPretty Holicの新商品としてデザインしたコンパクトであり、ニャミー用はまゆがユキ専用にデザインしたハート型のブローチが変化し、リリアン用はまゆが所有していたコンパクトに鏡石が作用した事で変化したもの。
内部は左側にリップ用の「キュートリップ」、右上にチーク用の「ニャミーコーラル」、右下にアイシャドウ用の「リリアンピンク」が配置され、猫があしらわれたパレットカバーがある。変身時はニャミーがチーク、リリアンがアイシャドウを使用し、両者共通でカバーを回転させてリップを塗る。
ワンダフルパクト同様に変身前・変身中ともワンダフルパクトキャリーに収納され左腰に装着される（制服時を除く）。
ユキが猫形態から人間態へ変身する際にも使用される。両形態ともコンパクトに姿を映すことで変身する（「ニャン」と鳴く場合もある）。
玩具展開上は従来の変身アイテムとは異なり、Pretty Holicより実物のコスメ商品としてバンダイから発売されている。
アミティーリボンタンバリン
キュアニャミーとキュアリリアンが技を使う時に用いるタンバリン型アイテム。ニャミーとリリアンが共闘を誓い合った時、シャイニーキャッツパクトが呼応し具現化した。技の使用時以外はパクトに戻る。
キラリンアニマルの力を借りるには、タンバリンを右手で持ち拳で2回叩いて鳴らしながら、「ニャン！ニャン！ニャミー！」の掛け声のあと「ヘルプ！キラリンアニマル！」と唱え、タンバリンを振った後にハート型のボタンを叩き、アニマルの名前を唱える（記述はニャミーの場合。リリアンも手順は同じだが、タンバリンを左手で持ち掌で2回叩くのと、「リン！リン！リリアン！」と叫ぶ点が異なる）。2人同時に同一のキラリンアニマルの能力を行使可能であり、犬チームが使用中のキラリンアニマルの能力であっても発動する。
玩具においては、上述の通りシャイニーキャッツパクトがコスメ商品として販売されていることから、なりきり変身玩具としての変身音声もこちらに収録されている。
ダイヤモンドリボンキャッスル
ダイヤモンドリボンスタイルに変化することができる城型の浄化アイテム。ダイヤハートキーという鍵とセットであり、キーで開錠することによって力が解放される。

## 作中用語
アニマルタウン
本作品の主な舞台。人と動物が仲良く暮らす街であり、動物を飼育する住人が多い他、野生の動物も多数生息している。
昔話による言い伝えによれば、遙かな昔人間と動物がなかよく暮らしており、ある時動物が神に人間と話せるよう願ったことで、神が光る石（鏡石）を授けたことで動物は言葉を話せるようになったとされる。その評判を聞いた数多の動物たちがやってきて暮らすようになったが、次第と動物たちの間で争いが起き、悲しんだ神は鏡石をただの石にしてしまったという。
鏡石（かがみいし）
アニマルタウン内の通りの真ん中に置かれている石碑。名前に反して鏡面ではないため普段は石面に何も映らないが、「石に姿が映ると、その映し出した人物の願いが叶うとされる」という言い伝えがある。前述の昔話では「神が授けた光り輝く不思議な石だったが、争いを悲観しただの石に変えてしまった」とされていたが、年月を経て願いに関する言い伝えが変化していったという。また、言い伝えにちなみ、七夕祭りでは鏡石を光って見せるようライトアップし、願い事を書いた短冊を飾る笹を周囲に挿している。
昔話に登場した神様の正体であったニコがメエメエに明かしたところによれば、鏡石は元々はニコダイヤのかけらで、動物たちの願いを聞き入れて授けた物だった。しかし人間たちがこの力の独占を目論むようになり、動物たちを追い払うようになったという。
作中ではこむぎの姿が石面に映し出され、その後程なくしてこむぎは人間態を獲得し、ワンダフルに覚醒した。また、いろはがこむぎと一緒に戦いたいと願った時は石碑から直接丸い石が飛び出してワンダフルパクトとなった。まゆが買い物に出ていた時にも光り出し、彼女の前にユキの人間態が現れた。さらにまゆが「いろはちゃんみたいになりたい」と願った時にも輝き、後にまゆがユキを守りたいと願うとまゆの私物のコンパクトに力を与えてシャイニーキャッツパクトに変化させている。
鏡石神社（かがみいしじんじゃ）
鏡石を祀る神社で、烏丸の実家でもある。境内には亡くなった動物を供養するため、昔の周囲の住民が奉納した、動物をかたどった地蔵が置かれており、このことから「アニマル神社」とも呼ばれている。
フレンドリィ動物病院&サロン（フレンドリィどうぶつびょういん&サロン）
いろはの実家。父・剛がトリマー、母・陽子が獣医師を務めている。ペット用品も扱っている。
ドッグランが併設されており、犬以外でも利用可能。
陽子がサロンを併設した動物病院を開こうと考えていてところ海浜公園で剛と出会い、彼を見るなり「理想のトリマー」と白羽の矢を立てる。そして「一緒に開かない？」と誘い開業した。
Pretty Holic（プリティホリック）
まゆの実家で、母・すみれが経営するコスメショップ。店内にはリップやグリッターなど各種コスメブランド商品を販売しており、これらの商品はバンダイより実際に商品化されている。また、店内にはメイクが体験できるコスメカウンター、店外にはカフェスペースとしてテラス席もそれぞれ設置されている。
店の外にユキ専用のお昼寝台があり、ここでひなたぼっこを兼ねてお昼寝をしている。また、看板猫として鎮座している。
これまでのテレビシリーズ前3作にも作中に同店が登場しているほか、同社による同名ブランドの商品展開は2021年より実施されている。
海浜公園（かいひんこうえん）
海沿いにある公園。芝生が敷き詰められたペットフリーエリアがある。
ここでこむぎがワンダフルに覚醒し、ガルガルにされていたメエメエを助けた。
私立湾岸第二中学校（しりつわんがんだいにちゅうがっこう）
いろはや悟が通う私立の中学校。通称「湾二中（わんにゃんちゅう）」。校内では動物たちが多数飼われている。第8話で新学期になり、まゆが転入。第9話でこむぎ、第21話でユキがそれぞれ編入した。主要人物は全員2年1組（にゃんわんぐみ）に在籍。
制服は茶色とベージュを基調にしており、茶色のベストが男女で共通（男子はショールカラー、女子はノーカラー。夏季は未着用、冬服はブレザー）。女子は茶色のセーラーカラーが付いたベージュの七分袖ブラウス（袖口は茶色、冬服はカラーがベージュ色の長袖ブラウス）に茶色のスカート（こむぎ・ユキ・蟹江・烏丸のようにキュロットのパンツスタイルも選択可能。その際ブラウスの裾は外に出している）で、黒のハイソックスを履き、臙脂色のリボンを付けるが、プリキュアの4人は紅色のリボンを着用。男子はベージュの七分袖カッターシャツ（襟と袖口は茶色）に茶色のスラックス、臙脂色のネクタイを着ける。
見晴山（みはらしやま）
アニマルタウンに存在する山。名前の通り、山頂からはアニマルタウンを一望できる。多くの動物たちが住み着いていたが、クマのガルガル（キラリンベアー）の影響により山頂の辺りから動物たちがいなくなっており、アニマルタウンの住民たちからはガルガルの存在が謎の怪物として噂されていた。また、ニャミーが初めて目撃された場所でもある。
アニマルタウン周囲の山には昔オオカミが生息し、遠吠えもよく聞こえていたと伝わっている。
遠吠神社（とおぼえじんじゃ）
山奥にある神社でガオウの拠点。狛犬の代わりとしてオオカミの石像が建てられている。ガオウが完全復活した後は放棄されており、こむぎ達が来訪した時は無人だった。
大熊牧場（おおくまぼくじょう）
大熊の家が経営する牧場。通常の牧場としての業務のほか、乳牛の乳搾り体験や乗馬、シープドッグショーなど来場者が動物とふれあえるアトラクションも行っている。
ふれあいパーク
アニマルタウンにある動物園で、檻にいない動物は園内を自由に暮らし、檻にいるのも含め動物とは至近距離でふれあうことが可能になっている。悟はここの年間パスポートを所持している。
ニコガーデン
本作品に登場する異世界。メエメエ曰く「動物たちの楽園」。「ニコ」という主によって統治され、現実の世界の動物とほぼ同様の姿をしたニコアニマルと小型の妖精であるキラリンアニマルが暮らしている。
物語開始時点では黒い雲に覆われて荒廃し、住民の多くがガルガルにされ、ニコも行方不明になる。いろはとこむぎが初めて訪れた際には自然豊かな美しい環境を保っているが、樹木や建築物の一部が破壊される等その影響が垣間見える。その後、キラリンアニマルが9体全員揃ったことで完全に修復され、本来の姿を取り戻した。
ニコの実
ニコガーデン特産のグミのような食物。メエメエ曰く「おいしくて食べるとニッコニコになる実」。
これを食すと疲労困憊からたちまち全快になる効力を持つ。
ニコダイヤ
赤紫色に輝く宝石。ニコの聖なる力が込められており、数々の奇跡を起こすと言われている。こむぎもこの力で学校へ通えるようになる。
当初は輝きを失われていたが、キラリンアニマルが戻ったため輝きを取り戻し、全員揃ったことで完全に修復された。
キュアスタ
現実世界のInstagramに似たスマートフォンのアプリケーション及び画像共有ソーシャル・ネットワーキング・サービス（SNS、初出は6作品前の『HUGっと!プリキュア』）。
すみれの「店の宣伝を兼ねてユキを見せたい」との発案で、まゆが投稿を始める。これがまゆと友真に生じていたぎくしゃくな関係を修復するきっかけとなる。

## スタッフ
シリーズディレクターは『おしりたんてい』の同職や『映画 HUGっと!プリキュア♡ふたりはプリキュア オールスターズメモリーズ』の演出を務めた佐藤雅教、シリーズ構成はシリーズ初期から携わっている成田良美、キャラクターデザインは『るろうに剣心 -明治剣客浪漫譚-』（2023年版）でデザイン（西位輝実と共同）を手掛けた内田陽子が担当する。音楽は前作から引き続き深澤恵梨香が手掛け、劇伴音楽のコーラスとして歴代主題歌歌手である北川理恵が参加する。
- 原作 - 東堂いづみ
- 漫画 - 上北ふたご（講談社『なかよし』連載）[66]
- 企画 - 西出将之（1話 - 10話）→安井一成（11話 - 、ABCアニメーション）、高橋知子（ADKエモーションズ）、鷲尾天
- プロデューサー - 小関紗矢（朝日放送テレビ）、多田香奈子（ABCアニメーション）[67]、利根里佳（ADKエモーションズ）[67]、髙橋麻樹[67]
- シリーズディレクター - 佐藤雅教[67]
- シリーズ構成 - 成田良美[67]
- キャラクターデザイン - 内田陽子[67]
- 衣装・プロップデザイン - NaSka[67][注 41]
- プロップデザイン - 春山和則[69]
- 美術デザイン - いいだりえ[67]
- チーフ美術 - 今井美紀[67]
- 色彩設計 - 清田直美[67]
- 撮影監督 - 五十嵐慎一
- 編集 - 麻生芳弘
- 録音 - 林奈緒美
- 音響効果 - 石野貴久（ちゅらサウンド）
- 音楽 - 深澤恵梨香[67]
- 音響制作 - タバック
- 音楽制作 - マーベラス
- 音楽協力 - 東映アニメーション音楽出版
- アニメーション制作 - 東映アニメーション
- 製作担当 - 吉田智哉、東雄太
- 制作協力 - 東映
- 制作 - 朝日放送テレビ、ABCアニメーション、ADKエモーションズ、東映アニメーション

## 主題歌
オープニング主題歌の歌唱は、長らくエンディング主題歌を担当してきた吉武千颯が初めて担当する。エンディング主題歌は前後期共に、前作『ひろがるスカイ!プリキュア』でオープニング及び吉武と共に前期エンディングを担当した石井あみと、『映画 デリシャスパーティ♡プリキュア 夢みる♡お子さまランチ!』でテーマソングを担当し、これがテレビシリーズ初参加となる後本萌葉によるデュエット楽曲となっている。
エンディング主題歌の振付は新たにyurinasiaが担当。その一方で前3作で行われたエンディング映像冒頭でのプリキュアによる挨拶映像が廃止されたほか、前作と同様に地上波での本放送に限り行われていたエンディング映像での玩具及びデータ放送の連動要素は実施しない。
また、後述の通り作品単独のライブイベントや感謝祭イベントなど、本作品のキャラクターショーのイベントを中心にオープニングテーマやエンディングテーマの主題歌歌手が登場したほか、2024年1月20日・21日に横浜市港北区の横浜アリーナにて開催されたシリーズ全体の音楽イベント『全プリキュア 20th Anniversary LIVE!』や2024年3月23日・24日に東京都江東区の東京ビッグサイトにて開催された「『AnimeJapan2024』マーベラスブース プリキュアシンガーミニステージ」にそれぞれ主題歌歌手3人（吉武、石井、後本）が出演した。

### オープニングテーマ
「わんだふるぷりきゅあ！evolution!!」（第1話 - ）
吉武千颯によるオープニングテーマ。作詞はこだまさおり、作曲・編曲はEFFY。
ストーリーの進行に応じて映像が一部変更されており、第12話より中盤部分でまゆの背後にいる人間体のユキのシルエットが解除、第20話よりこむぎといろはが登場する複数のシーンにてまゆと人間態のユキも含めたメンバー4人が登場するものに差し替えられ、第24話よりキラリンアニマルがそれまでの6体から9体全員揃ったものに差し替えられる。
本放送の第31話から第34話までは後述の通り映画ハイライト映像が挿入されていた。

### エンディングテーマ
エンディング映像は、前作に引き続き前期においてCGエンジンによる演出がなされている。これまでの一部シリーズ作品においてはAutodeskのMayaが活用されていたが、本作品では前期・後期ともに東映アニメーションとモンスターエッグが担当する。
「FUN☆FUN☆わんだふるDAYS!」（第1話 - 第22話）
石井あみと後本萌葉による前期エンディングテーマ。作詞はマイクスギヤマ、作曲はヒゲドライバー、編曲は石塚玲依。
キュアワンダフルとキュアフレンディがダンスを披露、サビからはフレンドリータクトを持って踊る。
エンディング映像の背景のラフモデルはBlenderを用いて制作され、基本色の再現を東映アニメーション、ルックデヴをモンスターズエッグがそれぞれ担当している。
「しあわせえぼりゅ～しょん♡ 〜こむぎ&いろはVer.〜」（第23話 - 第49話〈奇数話〉）
「しあわせえぼりゅ～しょん♡ 〜ユキ&まゆVer.〜」（第24話 - 第48話〈偶数話〉）
石井あみと後本萌葉による後期エンディングテーマ。作詞はマイクスギヤマ、作曲・編曲は石塚玲依。
プリキュア4人がダンスを披露、サビからはフレンドリータクトとアミティーリボンタンバリンを持って踊る。
本作品ではそれぞれ一部歌詞及び当該箇所のメインボーカルが異なる2つのバージョンが存在、奇数話と偶数話で異なるバージョンの楽曲を交互に放送しており、映像もそのバージョンに合わせて変更され、歌詞テロップの字幕も石井のパートが青、後本のパートがピンク、両者のデュエット部分はプリキュア4人のイメージカラー（ピンク・紫・青・緑）のグラデーションで表記される（ただしAメロ部分は両バージョンともピンク色の字幕となっている）。
エンディング映像のモデリングとアニメーション付けを東映アニメーション、背景と撮影をモンスターズエッグがそれぞれ担当している。
「Happy≒Future」（第33話・第34話、本放送・TVer見逃し配信のみ）
吉武千颯・後本萌葉による単作映画エンディング主題歌。作詞は青木久美子、作曲・編曲は馬瀬みさき。
後述の通り映像前半に映画のハイライトシーンが挿入されているほか、映像後半にはキュアワンダフルが同楽曲のダンスを披露している。
「Wonderful Smile」（第50話）
石井あみによる第50話（最終話）エンディング主題歌。作詞はこだまさおり、作曲・編曲は馬瀬みさき。
前シリーズ『ひろがるスカイ!プリキュア』最終回同様に本編からそのままエンディングに入り、エンドクレジットは左側にロール表示。右側には本編終了後のいろはたちの様子が描かれている。

### 挿入歌
「笑顔のユニゾン♪〜プリキュア!アイドルスマイリング!〜」（第50話）
キュアアイドル（松岡美里）による挿入歌。作詞はこだまさおり、作曲・編曲は馬瀬みさき。
次シリーズ『キミとアイドルプリキュア♪』から先行披露。いろは達が見ているキュアアイドルのライブ映像内で使用。

## 各話リスト
- 以下断りのない限り、放送日は日曜の日付を示す。臨時枠移動により日曜以外に放送したものは曜日も併記、さらに通常の放送時間以外に放送された場合にはその旨注釈にて示す。
- 特番やスポーツ中継などによる放送の休止・日時・時間変更は以下の通り。これに合わせる形で、全国的に放送休止の場合はTVerの配信期間は臨時で1週分（2週間）長く設定されている。また、特定の放送局のみローカルのスポーツ中継などで臨時枠移動を実施する場合であっても、TVerの配信は地域に関係なく当該局以外での全国放送後に実施する。
  - 2024年7月21日…熊本朝日放送のみ、『第106回全国高等学校野球選手権熊本大会・準々決勝』（めざせ！甲子園〜夏の高校野球熊本大会〜、8時30分 - 14時25分）のため、同日に限り15時55分 - 16時25分の7時間25分遅れで放送[89][90][91]。
  - 2024年8月11日・18日・25日…制作局の朝日放送テレビのみ、『第106回全国高校野球選手権大会』中継のため臨時枠移動を実施[注 45][92][93]（下記の表を参照）。
  - 2024年11月3日…『長谷工グループスポーツスペシャル 秩父宮賜杯第56回全日本大学駅伝対校選手権大会』（テレビ朝日・メ〜テレ共同制作、8時10分 - 13時40分。7時45分 - 8時10分に『直前情報』も別途放送）のため休止[94][95]。
  - 2024年12月29日…各局年末特番編成[注 46]のため、休止。

| 話数 | サブタイトル                        | 脚本       | 絵コンテ                       | 演出           | 作画監督                                                                        | 美術                       | 本放送日             |
| ---- | ----------------------------------- | ---------- | ------------------------------ | -------------- | ------------------------------------------------------------------------------- | -------------------------- | -------------------- |
| 1    | はじまりは「わんだふる！」          | 成田良美   | 佐藤雅教                       | 広末悠奈       | 爲我井克美 飯田花緒                                                             | 今井美紀                   | 2024年 2月4日        |
| 2    | みんな友達、キュアフレンディ！      | 成田良美   | 佐々木憲世                     | 飛田剛         | 玖遠らぎ                                                                        | 東美紀                     | 2月11日              |
| 3    | 言っちゃダメェ〜！                  | 成田良美   | 頂真司                         | 岩井隆央       | 酒井夏海 竹森由加                                                               | 中林由貴                   | 2月18日              |
| 4    | 猫屋敷の猫とまゆ                    | 成田良美   | 今千秋                         | のもとゆうや   | 松浦仁美                                                                        | 徐柱星                     | 2月25日              |
| 5    | つながるキズナ フレンドリータクト！ | 井上美緒   | 野呂彩芳                       | 野呂彩芳       | 青山充                                                                          | 戸杉奈津子                 | 3月3日               |
| 6    | こむぎ、いろはとケンカする          | 成田良美   | 頂真司                         | 鬼頭和矢       | 北島勇樹                                                                        | 鈴木祥太                   | 3月10日              |
| 7    | ふたりのフレンドリベラーレ！        | 成田良美   | 土田豊                         | 土田豊         | 沼田広 稲上晃                                                                   | 中林由貴                   | 3月17日              |
| 8    | まゆのドキドキ新学期                | 千葉美鈴   | 高橋裕哉                       | 岩井隆央       | 増田誠治                                                                        | 徐柱星                     | 3月24日              |
| 9    | こむぎ、中学生だワン！              | 神林裕介   | 佐々木憲世                     | ひろしまひでき | 上田由希子 赤田信人                                                             | 戸杉奈津子                 | 3月31日              |
| 10   | ユキの中の思い出                    | 香村純子   | 今千秋                         | 岩井隆央       | 小澤誠 片山敬介                                                                 | 土井裕子                   | 4月7日               |
| 11   | 山に潜む、巨大生物！？              | 千葉美鈴   | 篠原花奈                       | 篠原花奈       | 板岡錦                                                                          | 中林由貴                   | 4月14日              |
| 12   | 私はキュアニャミー                  | 井上美緒   | 畑野森生                       | 畑野森生       | 廣中美佳 美馬健二                                                               | 徐柱星                     | 4月21日              |
| 13   | キュアニャミーを探せ！              | 神林裕介   | 野呂彩芳                       | 野呂彩芳       | 竹森由加 レジー・マナバット ジョーイ・ガランギア 沼田広                         | 戸杉奈津子                 | 4月28日              |
| 14   | まゆ、はじめてのお泊り              | 香村純子   | 中村亮太                       | 広末悠奈       | 玖遠らぎ                                                                        | 鈴木祥太                   | 5月5日               |
| 15   | ヒツジの執事 メエメエの一日         | 千葉美鈴   | 高橋裕哉                       | 鬼頭和矢       | 北島勇樹 酒井夏海                                                               | 中林由貴                   | 5月12日              |
| 16   | 鏡石のふしぎ                        | 成田良美   | 頂真司                         | 岩井隆央       | 青山充                                                                          | 徐柱星                     | 5月19日              |
| 17   | 私が、あなたを守る！                | 井上美緒   | 上田華子                       | 上田華子       | 爲我井克美                                                                      | 戸杉奈津子                 | 5月26日              |
| 18   | まゆの気持ち、ユキの気持ち          | 成田良美   | 今千秋                         | 飛田剛         | 松浦仁美                                                                        | 土井裕子                   | 6月2日               |
| 19   | キュアリリアン、誕生！              | 成田良美   | 土田豊                         | 土田豊         | 稲上晃                                                                          | 中林由貴                   | 6月9日               |
| 20   | 二人ならこわくない                  | 香村純子   | 小川孝治                       | 小川孝治       | 上田由希子 片山敬介                                                             | 徐柱星                     | 6月16日              |
| 21   | まゆとユキのスクールライフ          | 井上美緒   | 手塚江美                       | 手塚江美       | 赤田信人 美馬健二 上田由希子                                                    | 戸杉奈津子                 | 6月23日              |
| 22   | わんだふるご〜！                    | 赤尾でこ   | 頂真司                         | 岩井隆央       | 山本径子 HAN SEUNG HUI 蕭宇庭 杜林桂 小西亜美 那須野文                          | 東美紀                     | 6月30日              |
| 23   | 願い事はワォ〜〜〜〜〜ン            | 成田良美   | 野呂彩芳                       | 野呂彩芳       | 竹森由加 酒井夏海 廣中美佳                                                      | 中林由貴                   | 7月7日               |
| 24   | 不思議すぎるたまご                  | 井上美緒   | 佐々木憲世                     | ひろしまひでき | 沼田広 ジョーイ・カランギアン                                                   | 徐柱星 上原里香 山口大悟郎 | 7月14日              |
| 25   | 夏だ！ 海だ！ 宿題だ！              | 赤尾でこ   | 頂真司                         | 熨斗谷充孝     | 山本径子 HAN SEUNG HUI 武内啓 安斉佳恵 野上慎也 杜林桂 蕭宇庭                   | 林竜太                     | 7月21日              |
| 26   | 暑すぎてヤバい！                    | 千葉美鈴   | のもとゆうや                   | のもとゆうや   | 青山充                                                                          | 鈴木祥太                   | 7月28日              |
| 27   | ツチノコに会いた〜い！              | 平林佐和子 | 頂真司                         | 岩井隆央       | 小澤誠 ノエル・アンニョヌエボ                                                   | 戸杉奈津子                 | 8月4日               |
| 28   | 大熊牧場で遊ぼ♪                     | 千葉美鈴   | 篠原花奈                       | 篠原花奈       | 玖遠らぎ                                                                        | 中林由貴                   | 8月18日8月11日       |
| 29   | はじめましてニコ様！                | 成田良美   | 畑野森生                       | 畑野森生       | 松浦仁美                                                                        | 徐柱星                     | 8月25日8月18日       |
| 30   | わんだふるなキャッスル！            | 成田良美   | 土田豊                         | 土田豊         | 板岡錦                                                                          | 東美紀                     | 8月26日（月）8月25日 |
| 31   | ニャンフルエンサーまゆ              | 香村純子   | 頂真司                         | 熨斗谷充孝     | 山本径子 HAN SEUNG HUI 清水恵蔵 徳川恵梨 武内啓 蕭宇庭 杜林桂                   | 戸杉奈津子                 | 9月1日               |
| 32   | 動物園の推しアニマル                | 井上美緒   | 小川孝治                       | 小川孝治       | 爲我井克美 上田由希子                                                           | 中林由貴                   | 9月8日               |
| 33   | マルっとアニマルスマイル            | 赤尾でこ   | 鬼頭和矢                       | 鬼頭和矢       | 北島勇樹 古賀光                                                                 | 徐柱星                     | 9月15日              |
| 34   | ねこ、ネコ、猫集会                  | 千葉美鈴   | 河原龍太                       | ひろしまひでき | 竹森由加 赤田信人 レジー・マナバット ジョーイ・カランギアン                     | 鈴木祥太                   | 9月22日              |
| 35   | 悟の告白大作戦                      | 平林佐和子 | 広末悠奈                       | 広末悠奈       | 廣中美佳                                                                        | 戸杉奈津子                 | 9月29日              |
| 36   | 特別なワンダフル！                  | 成田良美   | 上田華子                       | 飛田剛         | 稲上晃 フルヤヨウコ 中谷友紀子                                                  | 中林由貴                   | 10月6日              |
| 37   | みんなで初デート！？                | 井上美緒   | 手塚江美                       | 手塚江美       | 青山充                                                                          | 徐柱星                     | 10月13日             |
| 38   | こむぎの帰る場所                    | 千葉美鈴   | 頂真司                         | 渡邊智喜       | 玖遠らぎ                                                                        | 鈴木祥太                   | 10月20日             |
| 39   | ニコエボリューション！              | 成田良美   | 頂真司                         | 岩井隆央       | 小澤誠 ノエル・アンニョヌエボ                                                   | 戸杉奈津子                 | 10月27日             |
| 40   | ワンニャン大事件                    | 平林佐和子 | 頂真司                         | 熨斗谷充孝     | 山本径子 武内啓 安斉佳恵 野上慎也 杜林桂 蕭宇庭 石井麻衣 西山華怜 HAN SEUNG HUI | 田中里緑 土井裕子          | 11月10日             |
| 41   | ユキ・オンステージ！                | 井上美緒   | 横内一樹                       | 横内一樹       | 増田誠治                                                                        | 中林由貴                   | 11月17日             |
| 42   | みんなのおうちのワンダフル！        | 赤尾でこ   | 篠原花奈                       | 篠原花奈       | 松浦仁美                                                                        | 徐柱星                     | 11月24日             |
| 43   | つむがれる思い                      | 千葉美鈴   | 土田豊                         | 土田豊         | 爲我井克美 沼田広                                                               | 鈴木祥太                   | 12月1日              |
| 44   | たくさんの幸せ                      | 井上美緒   | のもとゆうや                   | のもとゆうや   | 竹森由加 赤田信人 酒井夏海 廣中美佳                                             | 戸杉奈津子                 | 12月8日              |
| 45   | ずっとずっと友達                    | 成田良美   | 小川孝治                       | 小川孝治       | 稲上晃 美馬健二                                                                 | 中林由貴                   | 12月15日             |
| 46   | メェェェリィクリスマス！            | 平林佐和子 | 河原龍太                       | 岩井隆央       | 青山充                                                                          | 徐柱星                     | 12月22日             |
| 47   | あけましてガオウ                    | 赤尾でこ   | 頂真司                         | ひろしまひでき | ハンソンヒ 山本径子 武内啓 石井麻衣 ノエル・アンニョヌエボ                      | 鈴木祥太                   | 1月5日               |
| 48   | ガオウの友達                        | 成田良美   | 倉無凡                         | 広末悠奈       | 板岡錦                                                                          | 戸杉奈津子                 | 1月12日              |
| 49   | あなたの声                          | 成田良美   | 畑野森生                       | 畑野森生       | 玖遠らぎ                                                                        | 徐柱星                     | 1月19日              |
| 50   | ず〜っとわんだふる！                | 成田良美   | 佐藤雅教 上田華子 フルヤヨウコ | 佐藤雅教       | 内田陽子 フルヤヨウコ                                                           | 鈴木祥太 林竜太            | 1月26日              |

## 放送局・配信元

### 日本国内での放送
| 放送期間                                                           | 放送時間         | 放送局                                                      | 対象地域       |
| ------------------------------------------------------------------ | ---------------- | ----------------------------------------------------------- | -------------- |
| 2024年2月4日 - 2025年1月26日                                       | 日曜 8:30 - 9:00 | 朝日放送テレビ（制作局）をはじめとする テレビ朝日系列全24局 | 日本全国       |
| 2024年2月11日 - 2025年2月2日                                       | 日曜 6:15 - 6:45 | 山陰放送                                                    | 鳥取県・島根県 |
| 朝日放送テレビとの同時ネット局では字幕放送・連動データ放送を実施。 |                  |                                                             |                |

### 日本国内での配信
| 配信期間                     | 配信時間       | 配信サイト | 備考                                                                                          |
| ---------------------------- | -------------- | --- | --------------------------------------------------------------------------------------------- |
| 2024年2月4日 - 2025年2月2日  | 日曜 9:00 更新 | TVer | 最新話限定で無料配信                                                                          |
| 2024年2月4日 - 2月17日       | -              | YouTube（プリキュア公式YouTubeチャンネル） | 第1話のみの期間限定配信                                                                       |
| 2024年2月11日 - 2月24日      |                | YouTube（プリキュア公式YouTubeチャンネル） | 第2話のみの期間限定配信                                                                       |
| 2024年5月26日 - 6月8日       |                | YouTube（プリキュア公式YouTubeチャンネル） | 第17話のみの期間限定配信                                                                      |
| 2024年6月9日 - 6月22日       |                | YouTube（プリキュア公式YouTubeチャンネル） | 第19話のみの期間限定配信                                                                      |
| 2024年2月7日 - 2025年1月29日 | 水曜 0:00 更新 | アニメ放題 Amazonプライム・ビデオ auスマートパスプレミアム バンダイチャンネル dアニメストア DMM TV FOD Hulu J:COM STREAM みるプラス TELASA U-NEXT | 定額制による見放題見逃し配信                                                                  |
|                              |                | テレ朝動画、他 | 最新話限定で無料配信 配信終了後は都度課金                                                     |
| 2024年8月10日 - 2025年2月2日 | -              | ABEMA | 定額制による見放題見逃し配信 8月10日に第27話まで一斉配信開始、 以降の話数は下記日曜配信後更新 |
| 2024年8月11日 - 2025年2月2日 | 日曜 8:00 配信 | ABEMA（プリキュアチャンネル） | 地上波で前週放送したエピソードを無料配信                                                      |
| 2024年9月7日 - 9日           | [ 注 54 ]      | ABEMA（プリキュアチャンネル） | 映画公開記念として第31話までの無料一挙配信                                                    |

### 日本国外での放送
時間帯は全て現地時間。

#### 台湾
『美妙寵物 光之美少女』のタイトルで放送。普通話放送、繁体字字幕あり。
| 放送局     | 放送期間        | 放送時間         |
| ---------- | --------------- | ---------------- |
| 東森幼幼台 | 2024年4月21日 - | 日曜 9:00 - 9:30 |

#### 香港
『美妙寵物 光之美少女』のタイトルで放送。広東語 & 日本語二か国語放送。
| 放送局 | 放送期間        | 放送時間           |
| ------ | --------------- | ------------------ |
| ViuTV  | 2024年5月11日 - | 土曜 17:00 - 17:30 |

### 日本国外での配信
Crunchyrollが2024年2月3日17時30分（PT）より、南北アメリカなどにおいて、動画配信を実施している。

## 関連番組
前4作よりプリキュア公式YouTubeチャンネルにて配信されているプリキュア・妖精たちによるキャラクターコンテンツ動画は、本作品では後述のクリスマス特番のみに縮小されており、同特番以外のキャラクター関連動画は配信されていない。
関ジャム 完全燃SHOW
テレビ朝日系列にて日曜23時 - 23時55分に放送されている、SUPER EIGHTと古田新太がMCを務める日曜夜の音楽バラエティ番組。2024年2月11日放送回にゲストとして前期エンディング主題歌の振付を担当するyurinasiaがゲスト出演、同楽曲の振付の誕生秘話を中心に本作品にまつわるトークが放送された。
ちはやお姉さんの見たい！聴きたい！伝えたい！
マーベラス音楽映像公式YouTubeチャンネルで不定期に19時を中心に生配信されている、主題歌歌手の吉武千颯による関連音楽・映像商品や公式ライブに関する情報を紹介する番組。同番組の一部回にゲストとして本作品エンディング主題歌歌手の石井あみや後本萌葉も出演している。
クレヨンしんちゃん
テレビ朝日系列にて土曜16時30分 - 17時に放送されているテレビアニメ。2024年5月18日放送の第1233話「オラ、プリキュアだゾ」にて犬飼こむぎ / キュアワンダフルと犬飼いろは / キュアフレンディが登場（後述も参照）。また翌19日の本作品第16話には野原しんのすけとシロが登場している（前述も参照）。
1000回放送記念 プリキュアダンスコラボ
2024年5月27日から6月1日までの期間、プリキュア公式YouTubeチャンネルとTVerでアイドルグループとのコラボレーションによるダンス動画を配信した（後述）。
| 回 | 楽曲名                           | 登場プリキュア   | 出演アーティスト | 配信日         |
| -- | -------------------------------- | ---------------- | ---------------- | -------------- |
| #1 | わんだふるぷりきゅあ!evolution!! | キュアワンダフル | 私立恵比寿中学   | 2024年 5月27日 |
| #2 | ゲッチュウ!らぶらぶぅ?!          | キュアブラック   | BEYOOOOONDS      | 5月28日        |
| #3 | You make me happy!               | キュアピーチ     | ≠ME              | 5月29日        |
| #4 | プリキュア・メモリ               | キュアラブリー   | 私立恵比寿中学   | 5月30日        |
| #5 | パペピプ☆ロマンチック            | キュアスター     | BEYOOOOONDS      | 5月31日        |
| #6 | FUN☆FUN☆わんだふるDAYS!          | キュアワンダフル | ≠ME              | 6月1日         |

クリスマスまで待てない！みんな なかよし！わんだふるパーティー♡
プリキュア公式YouTubeチャンネルで2024年11月30日17時30分に生配信、2025年1月6日23時59分までアーカイブ配信されたスペシャル配信番組。番組内ではこれまでのエピソードを振り返るコーナーやキュアワンダフルによるゲームなどのトークコーナーなどが設けられたほか、通常は3枚の動物の写真がテレビ放送の末尾に放送される「あなたのおうちのわんだふる♡」を出張版として複数の動物写真を紹介、あわせて朝日放送テレビの番組ホームページに募集により寄せられた複数の応募者の中から抽選で名前が読み上げられる「みんなのおなまえよんじゃうよ！♡」も9月応募分から抽選で選ばれた応募者の名前がプリキュア4人より読み上げられた。

## 映画
わんだふるぷりきゅあ!ざ・むーびー! ドキドキ♡ゲームの世界で大冒険!
2024年9月13日公開。ゲームの世界を舞台とした本作品のシリーズ単独映画。『ひろがるスカイ!プリキュア』、『魔法つかいプリキュア!』のプリキュアたちと共演する。
同作品の公開に合わせ、テレビ本放送およびTVerでの見逃し配信において、本作品第31話から第34話までのオープニング映像と第33話からのエンディング映像にて同作品のハイライトシーンが一部使用されていた。

### ゲスト出演
映画 キミとアイドルプリキュア♪ お待たせ!キミに届けるキラッキライブ!
2025年9月12日公開。本作品に登場するプリキュア全員がゲストとして登場する。

## 漫画版
これまでのシリーズ同様、上北ふたごにより『なかよし』（講談社）2024年3月号より2025年2月号まで連載された。2024年10月号掲載分では、映画公開記念のコラボレーション回として、『ひろがるスカイ！プリキュア』『魔法つかいプリキュア！』のプリキュア全員とモフルンがゲスト出演している。

### 書誌情報
いずれも通常版と特装版でカバーイラストやピンナップイラストが異なるほか、特装版には特典として描き下ろし漫画小冊子が付属する。
- 上北ふたご（漫画）・東堂いづみ（原作）『わんだふるぷりきゅあ！ プリキュアコレクション』
  - 『なかよし』2024年3月号 - 2025年2月号掲載分及び描き下ろし作品を収録
    - 通常版：講談社〈ワイドKC〉、2025年3月13日発売[130]、ISBN 978-4-06-538805-1
    - 特装版：講談社〈プレミアムKC〉、2025年3月13日発売[131]、ISBN 978-4-06-538804-4

## キャラクターショー
遊園地やイベント会場等で観覧できるキャラクターショーは、第1期はキュアワンダフル・キュアフレンディだけでなく、変身前のこむぎ（犬形態）といろは、悟、敵側は豚型のガルガルが登場している。第2期ではキュアニャミーとキュアリリアンが加わり、変身前のユキ（猫形態）も登場する一方で、変身前のいろはは登場しない。敵側はイノシシ型のガルガルが登場した。
上記とは別に、劇団飛行船制作の有料ミュージカルショー『わんだふるぷりきゅあ！ ドリームステージ♪』が2024年7月から2025年3月まで公演された。これまでのテレビ本編やドリームステージにも脚本で参加した小林雄次が脚本、本作品にも脚本で参加している平林佐和子がプロットを手掛けている。登場キャラクターも本編から大福が追加登場、オリジナルキャラクターとしてエイラとワヌワヌが登場したほか、終盤ではキュアスカイとキュアプレシャスが客演、ライブパートでは前2作の『ひろがるスカイ!プリキュア』、『デリシャスパーティ♡プリキュア』の全プリキュアも登場した。12月27日から30日には前2作に続く形で東京都台東区の飛行船シアターにて『わんだふるぷりきゅあ！ ドリームステージ♪プラス』も公演され、270度の大画面スクリーンによる映像演出など同公演独自にアレンジされた演出となったほか、開演前にこむぎたちによる出迎え、終演後にプリキュアたちのほか、スペシャルゲストとして『ひろがるスカイ』『デリシャスパーティ』のいずれか（公演によって異なる）のプリキュアを含めた登場キャラクターとのハイタッチ会もそれぞれ実施された。さらに12月14日には尼崎市総合文化センター（あましんアルカイックホール、兵庫県尼崎市）にて『わんだふるぷりきゅあ！ ドリームステージLIVEプラス』も上演され、主題歌歌手の吉武千颯と石井あみがゲストとして出演し、歌唱コーナーを設けた演出となるステージとして公演した。
また、後述の感謝祭イベントでも、シリーズ構成の成田良美による本編終了後の後日談となるオリジナルストーリー「わんだふるな大運動会！」のキャラクターショーが行われた。アニマルタウンで行われる運動会を舞台に、悟と大福を含めた主要キャラクターのほか、ニコとメエメエが映像・音声のみで登場、人間を元にしたガルガルが新たに登場、また主題歌歌手の吉武千颯も運動会の司会進行役として客演している。

## イベント
全プリキュア 20th Anniversary LIVE!
2024年1月20日・21日、横浜市港北区の横浜アリーナで開催された、プリキュアシリーズ20周年記念コンサートに、キュアワンダフルとキュアフレンディが登場。放送開始に先立ち、主題歌の初披露が行われた。事前に出演の告知は無く、エンディング主題歌コーナー終了直後に、サプライズ形式で行われた。
わんだふるぷりきゅあ！〜おうちでおひろめショー〜
シリーズ前作『ひろがるスカイ!プリキュア』の最終話で、本作品第1話放送の前週に当たる2024年1月28日の16時より、プリキュア公式YouTubeチャンネルにてオンライン配信。当日はキュアワンダフルと前作のキュアスカイが登場し、第1話の一部シーンの先行公開、エンディング主題歌のダンスレッスン、ゲームやクイズなどで構成された。
TOKYOアニメツーリズム2024
日本のアニメコンテンツをAR機能付専用アプリで楽しみながら都内各地を巡るデジタルスタンプラリー「TOKYOアニメツーリズム」と本作品がタイアップし、放送開始日の2024年2月4日から3月10日までの期間で開催した。恩賜上野動物園（東京都台東区）やアニメ東京ステーションなど都内15ヶ所にスポットを設け、専用アプリ（後述）のAR機能で本作品のキャラクターと写真を撮ることができたほか、スポットを巡った獲得ポイント数に応じてオリジナルグッズを獲得することができた。
この開催に合わせて、初日となる2月4日12時 - 13時には長縄まりあ（キュアワンダフル役）と奥森皐月（タレント）をゲストに招いたキックオフイベントを藤久ビル東五号館（東京都豊島区、アニメ東京ステーションと同ビル）で開催（YouTube Liveによるライブ配信も実施）、オフィシャルショップ「プリキュア プリティストア」の出張店も2月3日から2月18日に北千住マルイ（東京都足立区）で、2月24日から3月10日に新宿マルイアネックス（東京都新宿区）でそれぞれ期間限定で出店した。
ひろがるスカイ！プリキュア感謝祭
2024年2月17日・18日に東京都文京区のTOKYO DOME CITY HALLにて開催されたシリーズ前作『ひろがるスカイ!プリキュア』の感謝祭イベント。本作品よりプリキュアの2人（キュアワンダフル、キュアフレンディ）と前期エンディング主題歌を担当する後本萌葉が、それぞれゲストで登場した。
わんだふるぷりきゅあ！いっしょにあそぼ♪わんだふるワールド
本作品に関する様々なアトラクションを体験したり、写真撮影が出来るほか、オリジナルグッズの販売やキャラクターショー・ダンスステージなどで構成されているイベント。大阪市住之江区のアジア太平洋トレードセンター（大阪南港ATC）ITM棟4階特設会場では2024年5月11日から7月15日までの平日を含めた期間と7月20日から28日までの土曜・日曜にて、東京都豊島区のサンシャインシティワールドインポートマート展示ホールAでは8月2日から25日、広島市西区の広島マリーナホップ特設会場では8月31日から10月6日の土曜・日曜・祝日に、愛知県蒲郡市のラグーナテンボスでは10月12日から2025年2月2日までそれぞれ開催された。
このうち東京会場では、会場内のステージにて、一部日程限定で、前後期エンディング主題歌歌手の石井あみと後本萌葉によるステージイベントも開催。さらに東京会場では、2024年7月7日から8月1日23時59分まで、東京会場Xイベント公式アカウントをフォローした上で、東京会場のイベント対する期待コメントとともに「#池袋でおさんぽわんだふるー！」を付けた上で投稿すると、「サンシャイン60展望台 てんぼうパーク」とサンシャイン水族館の前売券のペアチケットセット（1組2名）を計5組10名に抽選でプレゼントされるほか、東京会場のX・Instagramイベント公式アカウントをフォローした上で「とびっきりわんだふるー！」をテーマにしたイベント写真を撮影し「池袋でおさんぽわんだふるー！」を付けた上で投稿すると、X・Instagramそれぞれ各5名プリキュアサイン入りポスターが抽選で貰える企画も実施された。あわせて近隣施設であるHareza池袋（東京都豊島区）では開業4周年を記念したイベント「Harezaの日 4th Anniversary SUMMER FESTIVAL」（2024年8月1日 - 4日）開催期間中の8月2日に本作品の単独映画のコラボイベントも行われ、石井はオープニング主題歌歌手の吉武千颯とともに同イベントにも参加、TRFのDJ KOOともコラボレーションしたステージに出演した。
わんだふるぷりきゅあ！ みんななかよし夏祭り！
『テレビ朝日・六本木ヒルズ 夏祭り SUMMER STATION』のイベントの一つとして2024年8月5日に東京都港区の六本木ヒルズアリーナ（六本木ヒルズ内）で、プリキュアショーとキッズチアダンスチームによる演技、吉武千颯によるミニライブで構成・開催された。
わんだふるぷりきゅあ!LIVE2024 FUN☆FUN☆えぼりゅーしょん!
2024年10月12日に横浜市西区のKT Zepp Yokohamaで開催された、主題歌歌手と出演声優によるキャラクターソングライブ。昼夜2公演。当日のライブ2公演はいずれも「uP!!!」、「TELASA」での生配信・期間限定のアーカイブ配信も実施された。
Live!横浜2024「わんだふるぷりきゅあ！」スペシャルステージ
2024年11月10日に横浜市西区の日本丸メモリアルパーク SPECIAL SPONSORED by 三井不動産で開催されたステージイベント。主題歌歌手3人とプリキュア4人が出演した。
わんだふるぷりきゅあ！感謝祭
2025年2月8日・9日に東京都文京区のTOKYO DOME CITY HALLにて開催された感謝祭イベント。前述の成田良美による後日談のオリジナルストーリー「わんだふるな大運動会！」や、出演声優・主題歌歌手によるライブステージをはじめ、ファミリー向けの昼公演では参加型キャラクタートークショー、プリキュア撮影コーナー、アニメファン向けの夜のプレミアム公演では、プリキュア役の声優陣（長縄まりあ、種崎敦美、松田颯水、上田麗奈）によるトークショーや最終話にあたる第50話の後日談となる朗読劇などが実施された。
また、会場にはシリーズ次作『キミとアイドルプリキュア♪』に登場するプリキュア3人（キュアアイドル、キュアウインク、キュアキュンキュン）と前期オープニング主題歌を担当する熊田茜音もそれぞれゲスト出演し同作品のオープニング主題歌を披露したほか、昨年と同様開催2日目（2月9日）の昼夜に限り『PIA LIVE STREAM』にてオンラインによる生配信も実施された。

## 関連商品
音楽CD・映像ソフトの発売元はいずれもマーベラス。

### 音楽CD
いずれも販売元はソニー・ミュージックソリューションズ。
前作まではテレビシリーズのCD全商品購入（2形態ある場合は両方とも購入）特典として、封入応募券を全て集めて申し込むと、全CDが収納できるくるみ三方背仕様のボックスケースがプレゼントされていたが、本作品以降のケースプレゼント施策は実施されなくなった。このため本作品以降の音楽CDにはケースプレゼントの封入応募券が封入されていない。
なお、その一方で前3作から引き続き音楽CD全商品に初回限定封入特典として通常盤、CD+DVD盤共通のキャンバスブロマイド（スーパーアート6色印刷）の封入施策はこれまで通り継続する。
シングル
1. 「わんだふるぷりきゅあ！evolution!!/FUN☆FUN☆わんだふるDAYS!」（2024年3月27日発売）
  - CD+DVD盤：MJSS-09366 - 7
  - 通常盤：MJSS-09368
  - 前期のオープニングテーマとエンディングテーマを収録。CD+DVD盤のDVDには前期のオープニングおよびエンディングのノンテロップムービーが収録されている。初回特典はブロマイドに加え「どうぶつおせわがた〜っぷり！あつめておせわしよ♥キラニコトランク」専用二次元コード（キュアワンダフルからのおてがみ）とライブイベントのCD購入者先行応募券を封入。

2. 「しあわせえぼりゅ～しょん♡ 〜こむぎ&いろはVer.〜 / しあわせえぼりゅ～しょん♡ 〜ユキ&まゆVer.〜」（2024年8月21日発売）
  - CD+DVD盤：MJSS-09369 - 70
  - 通常盤：MJSS-09371
  - 前述の通り、それぞれ歌詞の一部が異なる2つのバージョンの後期エンディングテーマ、吉武千颯とプリキュア声優4人からなる「吉武千颯 with わんだふるぷりきゅあ!」によるオープニングテーマの声優ユニットバージョン「わんだふるぷりきゅあ！evolution!! with Wonderful Precure！ Ver.」、後期エンディングのカラオケバージョン（CD盤のみ）またはメロディ・カラオケ・バージョン（CD+DVD盤のみ）、それぞれのテレビサイズ・バージョンなど全6曲を収録。CD+DVD盤のDVDにはオープニングおよび後期のエンディングのノンテロップムービーが収録されている。初回限定封入特典はブロマイドに加え「どうぶつおせわがた〜っぷり！あつめておせわしよ♥キラニコトランク」専用二次元コード（キュアサマーからのおてがみ）が付属。

サウンドトラック
1. 『わんだふるぷりきゅあ！ オリジナル・サウンドトラック1 プリキュア・ワンダフル・サウンド!!』（2024年5月29日発売、MJSA-01396）
  - BGMと主題歌のテレビサイズ・バージョンなど全36曲を収録したサントラ盤。

2. 『わんだふるぷりきゅあ！ オリジナル・サウンドトラック2 プリキュア・エターナル・サウンド!!』（2024年12月11日発売、MJSA-01399）
  - BGMと主題歌のテレビサイズ・バージョンなど全33曲を収録したサントラ盤。

ボーカルアルバム
1. 『わんだふるぷりきゅあ！ ボーカルアルバム ～We are わんだふる!!!!～』（2024年7月24日発売、MJSA-01397）
  - プリキュア役など主要登場人物を演じる声優によるキャラクターソングと主題歌歌手によるイメージソング、ボーナストラックとしてイメージソングの歌手別リミックスバージョンなど全15曲を収録したボーカルアルバム。初回封入特典はブロマイドに加えライブイベント先行抽選応募券と「どうぶつおせわがた〜っぷり！あつめておせわしよ♥キラニコトランク」専用二次元コード（キュアプレシャスからのおてがみ）が付属。

2. 『わんだふるぷりきゅあ！ ボーカルベスト〜世界はONEであふれてる〜』（2025年1月29日発売、MJSA-01402 - 3）
  - 2枚組構成のベスト・アルバムで、1枚目にはこれまでに発表されたオープニング主題歌・挿入歌・キャラクターソング・イメージソング、プリキュア役の声優による前期エンディングテーマのカバーバージョン、石井あみによる「Wonder Flowers プリキュア」のソロバージョン、アルバム初収録の新曲「世界はONEであふれてる」など全16曲を収録。2枚目には1枚目未収録曲も含む全14曲のオリジナル・カラオケバージョンを収録。

### DVD / Blu-ray Disc
特記のない商品の販売元はいずれもハピネット・メディアマーケティング。
DVD（Vol.14までは各巻3話、Vol.15・16は各巻4話収録）は2024年6月26日より、Blu-ray Disc（各巻2枚組）は9月25日よりそれぞれ発売されている。
| 巻数 | 発売日         | 収録話数    | ジャケットイラスト                                                                                            | 映像特典                                                                              |
| ---- | -------------- | ----------- | --- | ------------------------------------------------------------------------------------- |
| 1    | 2024年6月26日  | 1話 - 3話   | キュアワンダフル キュアフレンディ キュアニャミー キュアリリアン こむぎ（犬形態） ユキ（猫形態）               | 『わんだふるぷりきゅあ！』大・大・大紹介☆ EDダンスレッスン 前期ノンテロップOP&ED CM集 |
| 2    | 2024年7月24日  | 4話 - 6話   | キュアワンダフル                                                                                              | ノンテロップOP&ED                                                                     |
| 3    | 2024年8月28日  | 7話 - 9話   | キュアフレンディ                                                                                              | ノンテロップOP&ED                                                                     |
| 4    | 2024年9月25日  | 10話 - 12話 | キュアニャミー                                                                                                | ノンテロップOP&ED                                                                     |
| 5    | 2024年10月23日 | 13話 - 15話 | キュアリリアン                                                                                                | ノンテロップOP&ED                                                                     |
| 6    | 2024年11月27日 | 16話 - 18話 | こむぎ（犬形態） いろは 悟・大福                                                                              | ノンテロップOP&ED                                                                     |
| 7    | 2024年12月25日 | 19話 - 21話 | ユキ（猫形態） まゆ                                                                                           | ノンテロップOP&ED                                                                     |
| 8    | 2025年1月29日  | 22話 - 24話 | キュアワンダフル キュアフレンディ                                                                             | ノンテロップOP&ED                                                                     |
| 9    | 2025年2月26日  | 25話 - 27話 | キュアニャミー キュアリリアン                                                                                 | ノンテロップOP&ED                                                                     |
| 10   | 2025年2月26日  | 28話 - 30話 | キュアワンダフル キュアフレンディ キュアニャミー キュアリリアン                                               | ノンテロップOP&ED                                                                     |
| 11   | 2025年3月26日  | 31話 - 33話 | こむぎ（人形態） いろは ユキ（人形態） まゆ ニコ                                                              | ノンテロップOP&ED                                                                     |
| 12   | 2025年3月26日  | 34話 - 36話 | キュアワンダフル （ダイヤモンドリボンスタイル）                                                               | ノンテロップOP&ED                                                                     |
| 13   | 2025年4月23日  | 37話 - 39話 | キュアフレンディ （ダイヤモンドリボンスタイル）                                                               | ノンテロップOP&ED                                                                     |
| 14   | 2025年4月23日  | 40話 - 42話 | キュアニャミー （ダイヤモンドリボンスタイル）                                                                 | ノンテロップOP&ED                                                                     |
| 15   | 2025年5月28日  | 43話 - 46話 | キュアリリアン （ダイヤモンドリボンスタイル）                                                                 | ノンテロップOP&ED                                                                     |
| 16   | 2025年5月28日  | 47話 - 50話 | キュアワンダフル キュアフレンディ キュアニャミー キュアリリアン （ダイヤモンドリボンスタイル） ニコ（人ver.） | ノンテロップOP&ED                                                                     |

| 巻数 | 発売日        | 収録話数    | ジャケットイラスト | 映像特典 |
| ---- | ------------- | ----------- | --- | --- |
| 1    | 2024年9月25日 | 1話 - 12話  | 【パッケージ表】 キュアワンダフル キュアフレンディ 【パッケージ裏】 まゆ ユキ（猫形態）                                                                                        | 変身＆アクションシーン集 資料ギャラリー ノンテロップOP&ED 『わんだふるぷりきゅあ！』大・大・大紹介クイズ エンディングダンスレッスン CM集 |
| 2    | 2025年1月29日 | 13話 - 24話 | 【パッケージ表】 キュアニャミー キュアリリアン 【パッケージ裏】 キュアワンダフル キュアフレンディ                                                                              | 変身＆アクションシーン集 資料ギャラリー ノンテロップED                                                                                   |
| 3    | 2025年3月26日 | 25話 - 36話 | 【パッケージ表】 こむぎ（人形態） いろは ユキ（人形態） まゆ 【パッケージ裏】 悟・大福 ニコ・メエメエ                                                                          | 変身＆アクションシーン集 資料ギャラリー                                                                                                  |
| 4    | 2025年5月28日 | 37話 - 50話 | 【パッケージ表】 キュアワンダフル キュアフレンディ キュアニャミー キュアリリアン （ダイヤモンドリボンスタイル） 【パッケージ裏】 悟・大福（変身ver.） ニコ（人ver.）・メエメエ | 変身＆アクションシーン集 資料ギャラリー                                                                                                  |

#### ライブ・ビデオ
いずれもBlu-ray Discで発売。
わんだふるぷりきゅあ!LIVE2024 FUN☆FUN☆えぼりゅーしょん!（発売元：わんだふるぷりきゅあ！LIVE製作委員会・マーベラス、販売元：マーベラス、2025年2月7日発売）
2024年10月12日にKT Zepp Yokohamaで開催された、主題歌歌手と出演声優によるキャラクターソングライブのうち、「トキメキないと公演」の1公演分および特典映像として「ピカピカあふたぬ〜ん公演」の一部とMCを収録したライブ・ビデオ。通常版のほか、初回生産数量限定としてオープニング主題歌「わんだふるぷりきゅあ！evolution!!」を収録したオリジナルオルゴール付版の2種類で発売された。詳細は当該項目を参照。
わんだふるぷりきゅあ！感謝祭（発売元：わんだふるぷりきゅあ！感謝祭映像製作委員会・マーベラス、販売元：マーベラス、2025年6月27日発売、アクリルブロック付版：MJHX-02063、通常版：MJHX-02064）
2025年2月に開催された感謝祭イベントのうち、同月9日のプレミアム公演の全編、さらに特典映像としてファミリー公演および8日のプレミアム公演の一部を収録。封入特典としてアクリル付版・通常版2形態共通でブックレット、アクリル版のみブックレットに加え「オリジナルアクリルブロック」が初回生産数量限定で付属。

### 関連書籍
『アニメージュ』2025年1月号増刊 『わんだふるぷりきゅあ！』特別増刊号（徳間書店、2024年11月27日発売）
映画公開に合わせて発行されるアニメージュの増刊号で、これまで同誌に掲載された記事の再録や最新情報、スタッフインタビューや声優の座談会・インタビューなど、テレビシリーズと映画の情報を掲載。
『わんだふるぷりきゅあ！オフィシャルコンプリートブック』（アニメディア編集部・編、イード・発行、学研ムック・発売、2025年5月21日発売）
主要キャラクターの紹介や設定資料、全ストーリーの解説、声優・スタッフなどのインタビュー、劇場版情報などで構成。

### LINE
わんだふるぷりきゅあ！&キミとアイドルプリキュア♪ バトンタッチスタンプ
無料通話アプリLINEのクリエイターズスタンプ。LINE STOREから販売されている。全40種類。
前述の通り、本作品とシリーズ次作のキャラクターとのコラボレーションによる描き下ろしスタンプとなっている。

### コスメ商品
Pretty Holic

2021年より展開している子供向け化粧品ブランド「Pretty Holic」が、本作品でも引き続き展開されており、2024年3月2日にはプリキュア4人をイメージしたリップのほか、ブランドとして新たにグリッターの2品が、さらには前述の通りユキとまゆが変身時に使用するシャイニーキャッツパクトが同ブランドの商品として同年5月25日にそれぞれ発売された。

### スマートフォンアプリ
AnimeTourism
放送開始日の2024年2月4日から3月10日の期間で開催した「TOKYOアニメツーリズム2024」の専用アプリ。IOS・Android共に対応。詳細は前述。

## トピックス

### コラボレーション展開
- 東京メトロ日比谷線では2024年2月1日から15日の期間限定で同路線とのタイアップによる広告企画「プリキュアフレーズ写真館」を実施した。東京メトロ13000系電車1編成車内[注 60]に10名の写真家[注 61]による家族写真に歴代プリキュア作品[注 61]の作中にて発言したフレーズが添えられた広告が掲示された。同広告は電車内のほかプリキュア公式Instagramでも広告が公開された[174][175]。
- かっぱ寿司では、本作品とコラボレーションしたオリジナルグッズが貰えるかっぱ寿司アプリ会員限定のプレゼントキャンペーンを実施した。店内で飲食または持ち帰りを行い、税込2000円以上の利用でかっぱ寿司公式アプリの「バーコード付引換券」をレジに提示すると税込2000円ごとにプリキュア4人が描かれたオリジナルグッズが1つプレゼントされる。第1弾は2024年3月14日より各店舗にて在庫切れとなるまで全5種の「きらきらシャカシャカチャーム」、第2弾は9月5日[注 62]より各店舗にて在庫切れとなるまで全5種の「キラキラ缶ミラー」がそれぞれ1つ貰えた[176][177]。
- いなばペットフードでは2024年4月2日から同年5月末まで同社が製造・販売するネコ用キャットフード「CIAOちゅ〜る」と同商品の犬用ペットフードである「Wanちゅ〜る」とのコラボレーションによる画像投稿キャンペーンを実施する予定としていたが、2024年4月26日に諸般の事情を理由に同キャンペーンを中止することとなった[178]。
  - 当初の予定では同年5月末までの期間中に、テレビシリーズ公式、「CIAOちゅ〜る」、「Wanちゅ〜る」の公式X・Instagramアカウントをそれぞれフォローの上、犬や猫が「ちゅ〜る」を食べている写真に対象のタグ「＃わんぷりちゅーるキャンペーン」を付けてXまたはInstagramに投稿すると、抽選で選ばれた犬と猫それぞれ1匹が本作品の作中に登場する権利が得られるほか、こむぎやユキなどのぬいぐるみ、「Pretty Holic」、いなば食品の製品詰め合わせなどがプレゼントされた。第1弾は同年4月2日から30日まで「わんちゃんキャンペーン」として犬がちゅ〜るを食べている写真、第2弾は同年4月末から5月末まで「ねこちゃんキャンペーン」として猫がちゅ〜るを食べている写真をそれぞれ募集する予定となっていた[179]。
- 前述の通り、2024年5月18日の『クレヨンしんちゃん』及び翌5月19日の本番組では、互いの番組の主人公が出演するコラボが行われた。5月18日放送の前者では、犬飼こむぎ / キュアワンダフルと犬飼いろは / キュアフレンディが登場し、しんのすけ及びシロもプリキュア（しんのすけが「キュアオシリィ」、シロが「キュアワタアメ」）に変身する。5月19日放送の本作品では、逆にアニマルタウンにしんのすけとシロが迷い込んだ[13][14][15][16]。また、本作品では「あなたのおうちの わんだふる♥」にて紹介された3枚の写真のうちの中央にシロの写真が紹介され、エンドカードもいろは・こむぎ・しんのすけ・シロが描かれたイラストによる特別版となった[ep 18]。
- 過去シリーズで行われたセレクション放送[注 5]を含め、本作第18話がプリキュアシリーズ通算1000回目の放送となるのを記念し、5月27日から6日連続で私立恵比寿中学、≠ME、BEYOOOOONDSが歴代主題歌6曲のダンスを踊るコラボレーション映像が配信された（前述も参照）[116]。
- 環境省では、COOL CHOICEと東京都交通局（都営交通）とのタイアップによる、キャンペーン啓発のタイアップポスターの無料配布を実施した[180]。
- さらに都営交通では前述とは別に2024年6月9日放送分（第19話）にて初変身したキュアリリアンをもって本作品のメインとなるプリキュア4人が揃ったことを記念して、2024年6月15日から7月31日までの期間に都営バス海01（門前仲町 - 東京テレポート駅前）・業10（新橋 - とうきょうスカイツリー駅前）系統の沿線施設4ヶ所[注 63]にスタンプ台を設置し、都営バスの車内や営業所・支店・定期券発売所、都営地下鉄各駅構内[注 64]にあるリーフレットにスタンプを押して応募ハガキを送ると、抽選でプレゼントが当たる「都営バス みんくる×TVアニメ『わんだふるぷりきゅあ！』スタンプラリー」を実施した。また、スタンプラリー開催期間中は池86・上58・早77の3系統でラッピングバスも運行した[181]。
- ジャストシステムでは、特撮テレビドラマ『ウルトラマンアーク』をはじめとする『ウルトラシリーズ』との共同でタブレット通信教育「スマイルゼミ」の「2024夏キャンペーン」を2024年6月18日から同年7月28日まで実施。対象講座[注 65]の資料請求または入会した利用者全員に本作品または『ウルトラマン』の「オリジナル防水お名前シール」が抽選でプレゼントされたほか、同年7月28日23時59分までに対象講座へ入会した利用者全員に、「スマイルゼミ」内のアバター着せ替え可能なキュアワンダフルまたはウルトラマンアークのマイキャラパーツと、同教育の講座を受けた報酬として、コレクションカードにレアカード含めた各8種、全16種類の本作品または『ウルトラマン』のカードがプレゼントされた[182]。
- 住友不動産ヴィラフォンテーヌが運営する、愛犬とともに宿泊できるホテル「inumo芝公園 by Villa Fontaine」（東京都港区芝公園）では、本作品とのコラボレーションを実施、ホテリエになった犬形態のこむぎといろはの描き下ろしイラストが制作されたほか、コラボルーム2室を用意し、犬の日に当たる2024年11月1日から2025年3月31日まで宿泊可能なオリジナルノベルティ付き宿泊プランを開始、併設するレストラン「Wande Shiba」でのコラボレーションメニューの提供（非宿泊客や愛犬を連れていない客の利用も可）、館内にフォトスポットを設置するなどの様々な施策を展開する[183]。

### 広告展開
- 第19話でのリリアン初登場によるプリキュア4人が並んだことを記念した企画・施策は既に前述にて述べられている都営交通とのコラボキャンペーンのほか、同年6月10日から16日までの期間、東京都新宿区にある新宿駅周辺の3DCG映像対応の街頭ビジョンであるクロス新宿ビジョン（7時 - 翌1時）と新宿サザンテラスビジョン（7時 - 23時）にてそれぞれシリーズとして初めて本作品の3D広告を1時間に4回 - 8回のペースで放映した[184]。

### その他
- 2024年11月22日には、この日が「わんわんにゃんにゃんの日」となっているのにあわせて、東映アニメーションの作品公式サイトではこの日限定で、犬形態のこむぎと猫形態のユキが多く表示されるように仕様を一部変更した[185][注 66]。